# Московский Кремль

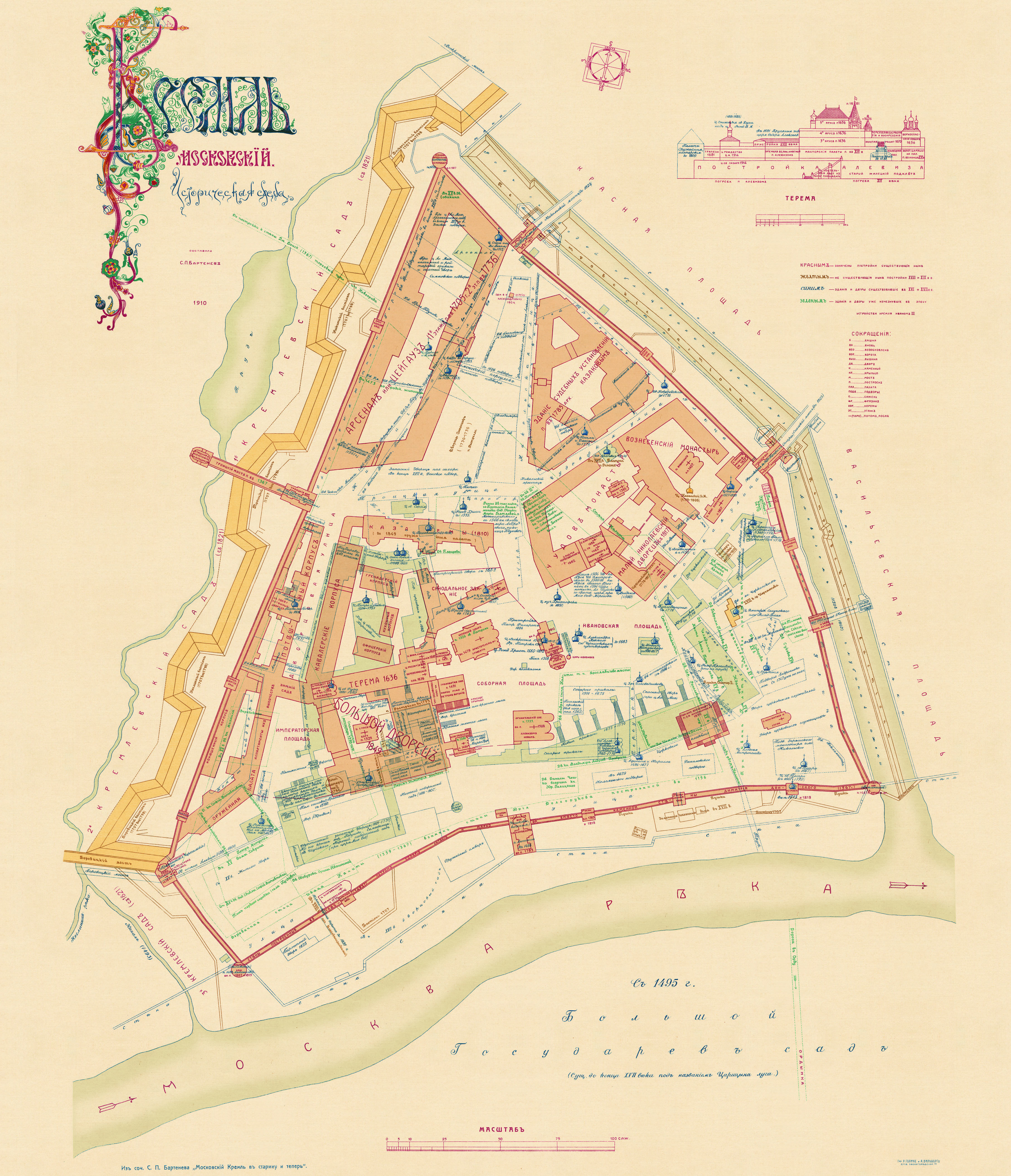
Схема развития Кремля с XVI века, Бартенев С., 1910 г.

Моско́вский Кремль — крепость в центре Москвы и древнейшая её часть, главный общественно-политический и историко-художественный комплекс города, официальная резиденция Президента Российской Федерации, вплоть до распада СССР в декабре 1991 года была официальной резиденцией Генерального секретаря ЦК КПСС (в 1990—1991 годах — Президента СССР), главы правительства СССР и парламента СССР. Одно из самых известных архитектурных сооружений в мире.
Расположен на высоком левом берегу Москвы-реки — Боровицком холме, при впадении в неё реки Неглинной. В плане Кремль — неправильный треугольник площадью 27,5 гектара. Южная стена обращена к Москве-реке, северо-западная — к Александровскому саду, восточная — к Красной площади.

## История

### Древнейшие поселения
Первые поселения на территории Московского Кремля принадлежали племенам фатьяновской культуры, локального варианта культуры боевых топоров — индоевропейской общности бронзового века (III-II тысячелетия до н. э.). У современного Архангельского собора было найдено финно-угорское поселение, относящееся к раннему железному веку (вторая половина I тысячелетия до н. э.). В это время поселение дьяковского типа занимало центр верхней надпойменной террасы Боровицкого холма (район современной Соборной площади) и возможно, уже имело укрепления. С северо-востока селение было защищено двумя оврагами: один, к северу от нынешних Троицких ворот, выходил к реке Неглинной, другой лежал между Петровской и Второй Безымянной башнями современного Кремля.

### Поселение вятичей
С началом в X веке славянской колонизации бассейнов Оки и Москвы-реки вершину Боровицкого холма заселили вятичи (возможно, осваивая прежнее городище). Предположительно, поселение вятичей на холме состояло из двух укреплённых центров — первый, больший по площади, находился на месте современной Соборной площади, второй занимал оконечность мыса. Предположительно, оба центра защищало кольцевое укрепление, состоявшее из рва, вала и частокола. Вятичи включили в состав оборонительных сооружений и два соединённых промоиной оврага, выполнявших ту же функцию ещё в дославянское время; овраги были преобразованы в ров глубиной до 9 м и шириной около 3,8 м. Предположительно, на мысовой части поселения располагался некий политико-административный центр: при археологических раскопках здесь была найдена вислая печать, которую сначала посчитали печатью Киевского митрополита конца XI века, но он оказалась более поздней, скорее всего владимирской. Обе части, вероятно, имели свои культовые центры — верхний в районе Соборной площади, нижний — «под Бором». На этом месте находилась старейшая в Москве церковь Рождества Иоанна Предтечи. К докняжескому времени относятся и кремлёвские топонимы «Маковица», «Горы» и «Бор». Эти два центра окружал посад, раскинувшийся вдоль рек Неглинной и Москвы. Развитие и процветание поселения было связано с пролегающими здесь торговыми путями: по Москве-реке шла оживлённая торговля между Востоком и Западом. Помимо водного пути, рядом проходили две сухопутные дороги — одна в Новгород (позже Волоцкая), другая из Киева через Смоленск на северо-восток; обе дороги соединялись у подножия Боровицкого холма бродом через Москву-реку (в районе нынешнего Большого Каменного моста).

### Первая крепость
Датируемый XVII веком список Тверской летописи сообщает о том, что в 1156 году на юго-западной оконечности Боровицкого холма на территории современного Кремля Юрием Долгоруким был построен город. Укрепление было окружено рвом шириной 16-18 м и глубиной не менее 5 м. Земляной вал по ширине был около 14,5 м и 7 м по высоте. Для тех времён это была типичная средняя русская крепость. Вал был укреплён дубовыми брусьями, скреплявшимися шпунтом. Конструкция укрепления, в которой в нижней части был использован ряд срубов, а в верхней — сооружение, изготовленное по хаковой (крюковой) технологии, имеет аналогии с «перекладными» конструкциями в верхней части Змиевых валов на Киевщине. Радиоуглеродное и археологическое датирование деревянных элементов крюковой конструкции вала указывает на первую половину XII века.
Осенью 1176 года Москва и окрестные сёла были сожжены во время нападения рязанского князя Глеба Ростиславича, но вскоре город был восстановлен.
В 1238 году во время татарского нашествия после пятидневного сопротивления татары взяли Москву, которую защищали младший сын Юрия Владимир и воевода Филипп Нянка «с малым войском». Кремль был разрушен, все его защитники — убиты, а Владимир Юрьевич — взят в плен. По свидетельству Лаврентьевской летописи, были сожжены все монастыри и церкви с сёлами.

### Княжеская резиденция
С 1264 года Кремль являлся резиденцией московских удельных князей.
В 1272 году князь Даниил Александрович (внук Ярослава Всеволодовича и младший сын Александра Невского) в первый год своего княжения устроил здесь Спасопреображенскую церковь. Предание об этом событии упоминает исследователь истории Кремля Александр Воронов.
В 1293 году Москва была взята войском татарского царевича Тудана («Дюденева рать»).
С самого начала XIV века обострился конфликт между московскими и тверскими князьями, который начался при Данииле Александровиче. Этот междоусобный конфликт продолжался до 1329 года и в конечном итоге закончился существенным укреплением Великого княжества Московского.

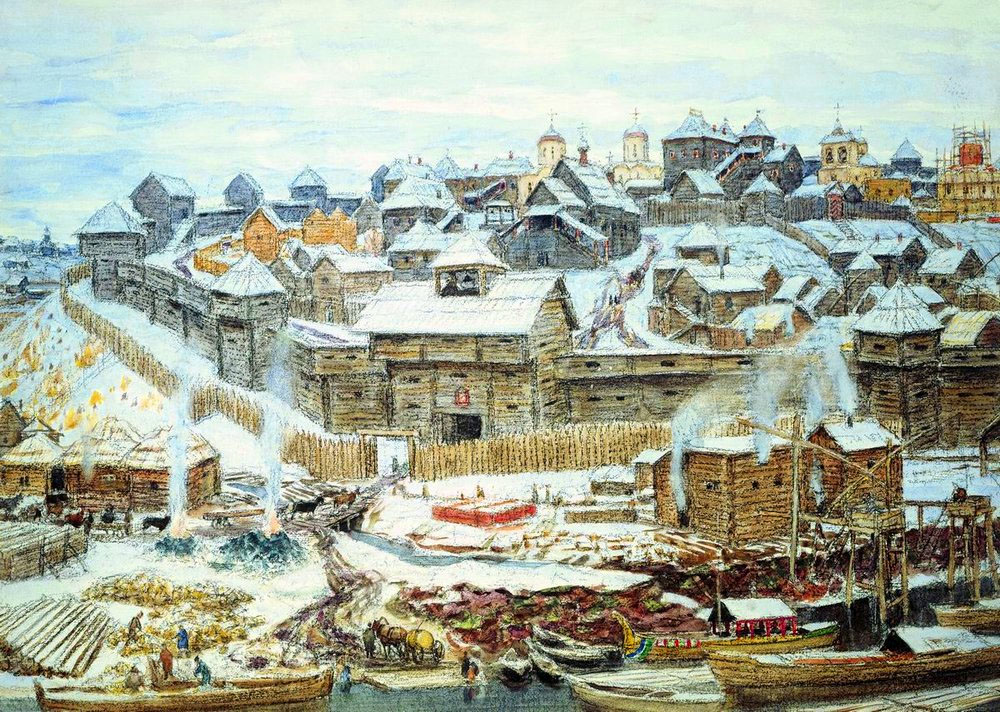
А. М. Васнецов. «Московский Кремль при Иване Калите». 1921 год. Бумага на картоне, акварель, уголь, карандаш. 51 × 69. Музей Москвы

В 1339 году при Иване Калите были построены стены и башни из дуба.
В XIV веке в Кремле были устроены пять монастырей. Первый из них (Спасо-Преображенский монастырь на бору) был создан в 1330 году, к тысячелетию Константинополя — «Нового Рима». Его центром стала древняя московская церковь Собора Спаса на Бору, или собор Спас-Преображения «что на Бору». Здесь происходили погребения московских князей и княгинь, пока роль усыпальницы не перешла к Архангельскому собору для мужчин и Вознесенскому монастырю (разрушенному в 1929 г.) для женщин. После учреждения Новоспасского монастыря в конце XV века собор Спаса на Бору получил статус придворного храма. В результате сооружения Кремлёвского дворца в 1830—1840 годах храм Спаса оказался вписанным во внутренний двор Дворца. Храм был уничтожен 1 мая 1933 года на основании решения Политбюро ЦК ВКП(б).
Другим древнейшим сооружением был Чудов монастырь, основанный митрополитом Алексием в 1365 году, находился в восточной части территории Кремля, примыкая к Вознесенскому монастырю. Название получил по церкви Чуда Архангела Михаила в Хонех, ставшей впоследствии усыпальницей митрополита Алексия. В 1483 году на территории монастыря была сооружена Алексиевская церковь. По распоряжению чудовского архимандрита Геннадия в неё перенесли мощи митрополита Алексия. В 1501—1503 древнюю церковь Михаила Архангела сменил храм, возведённый итальянскими мастерами. В начале XX века в подклете Алексиевской церкви была сооружена усыпальница, где погребли останки великого князя Сергея Александровича, погибшего в Кремле в 1905 году от рук террористов. Склеп великого князя находился под полом, точно под ракой святителя Алексия. В 1929 году все постройки Чудова монастыря были снесены.

### Белокаменный Кремль Дмитрия Донского

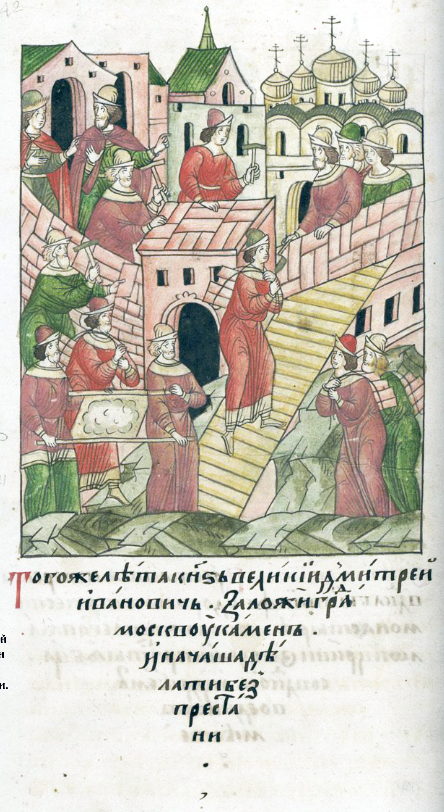
Лицевой летописный свод: «В том же году Князь великий Дмитрий Иоаннович заложил град Москву каменный, и начали делать беспрестанно»

В 1366—1368 годах, при великом князе Дмитрии Донском, деревянные стены Кремля заменяются стенами и башнями из местного белого камня (по данным археологии, каменными были башни и наиболее важные части стены, откуда была наибольшая опасность штурма). С этого периода в летописях часто встречается название — «Москва белокаменная».

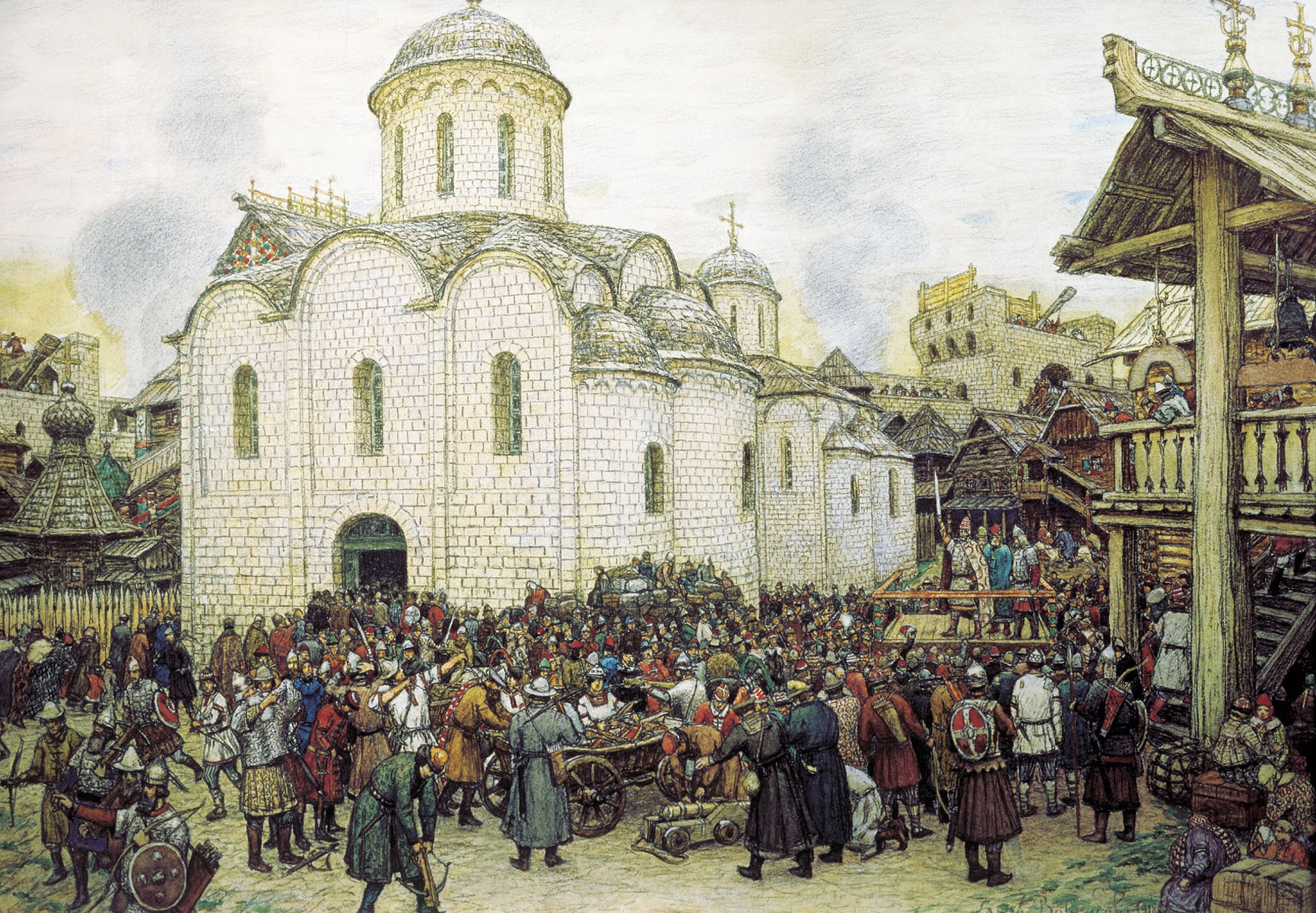
А. М. Васнецов. «Оборона Москвы от хана Тохтамыша. XIV век». 1918. Бумага, акварель, уголь. 64,5 × 92. Костромской государственный историко-архитектурный и художественный музей-заповедник

Вскоре после постройки белокаменных стен они дважды — в 1368 и 1370 годах — выстояли против осады войск князя Ольгерда; в 1382 году хан Тохтамыш обманным путём проник в Кремль и разорил его, однако крепость быстро была восстановлена. Постепенно плотная деревянная застройка Кремля заменялась каменной, чему способствовали частые пожары. В 1404 году Лазарь Серб собрал и установил первые часы близ Благовещенского собора на подворье князя Василия Дмитриевича. К середине XV века в Кремле перестроили и расширили Благовещенский собор, на Митрополичьем дворе воздвигли церковь, названную позднее Ризоположенской, купец Ховрин перед своим домом построил церковь Воздвижения. В конце 1450-х — 1460-х годах на подворье Симонова монастыря, у Никольских ворот, возвели церковь Введения с каменной палатой, к Успенскому собору пристроили придел Похвалы Богородицы, на подворье Троице-Сергиева монастыря воздвигли церковь Богоявления, на территории великокняжеского двора поставили каменную церковь Иоанна Предтечи.
Постепенно белокаменные укрепления Кремля ветшали; прочность материала оказалась недостаточной и сооружения «поплыли» — летописи XV века содержат множество упоминаний о проводившихся восстановительных работах. В 1462 году масштабный ремонт стен от Свибловой стрельницы до Боровицких ворот осуществил В. Д. Ермолин.

### Кирпичный Кремль Ивана III
Во второй половине XV века, при Иване III Великом, началась коренная перестройка Московского Кремля. Первым начали строить новый Успенский собор, ибо старый, построенный Иваном Калитою, к тому времени уже сильно обветшал. Строительство в 1471 году первоначально было поручено русским зодчим Кривцову и Мышкину, однако доведённое до сводов здание рухнуло в 1474 году при землетрясении — «известь была неклеевита, а камень нетвёрд». Иван III пригласил из Италии архитектора Аристотеля Фиораванти, который воздвиг к 1479 году существующее здание по подобию Успенского собора во Владимире. В 1484—1486 годах псковскими мастерами была возведена новая Ризоположенская церковь, а в 1484—1489 годах — новый Благовещенский собор на подклете прежнего храма. К тому времени вслед за Фиораванти в Москву были приглашены и другие итальянские зодчие. В 1485 году началось возведение нового Великокняжеского дворца, продолжавшееся с большими перерывами до 1514 года. Ранее всего была построена парадная часть дворца, от которой до наших дней сохранилась Грановитая палата, которую в 1487—1491 годах построили итальянские зодчие Марк Фрязин и Пьетро Антонио Солари. Строительством княжеских хором и внутренней стены, отделявшей их от остальной территории Кремля, занимался Алевиз Фрязин; он же перенёс на новое место парадную часть дворца — с южной стороны на восточную, обращённую к Соборной площади. Несмотря на то, что строительством дворца руководили итальянские зодчие, его архитектура полностью сохранила принципы сооружения древнерусских хором: на едином высоком каменном подклете были возведены отдельные каменные и деревянные объёмы. С возведением в 1505—1508 годах Архангельского собора (архитектор Алевиз Новый) и колокольни Ивана Великого (архитектор Бон Фрязин), а также здания Казённого двора между ними формирование Соборной площади как главной площади Московского Кремля в основном завершилось.

План Москвы из «Записок о Московии», издание 1556 года. Показан Кремль и его окрестности

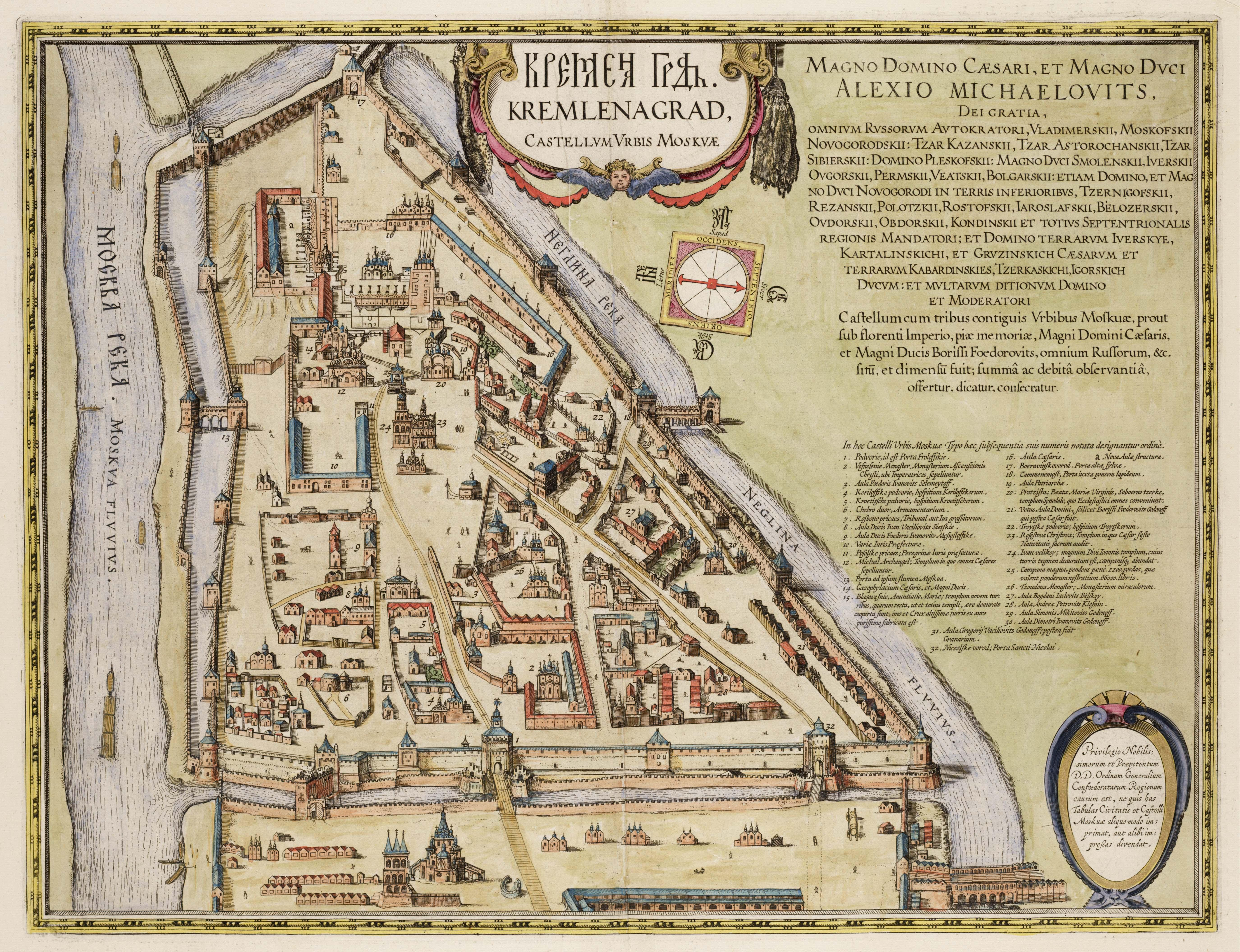
«Кремленаград», издание середины XVII века (на основе плана начала XVII в.)

В начале XVI века в Кремле итальянские мастера строят новые храмы: собор Чудова монастыря (1501—1503), собор Вознесенского монастыря (1519), церковь Иоанна Лествичника (1505—1508), церковь Николы Гостунского, перестраивается храм Иоанна Предтечи у Боровицких ворот (1504).
Одновременно с сооружением Великокняжеского дворца и обновлением кремлёвских храмов шло строительство новых Кремлёвских стен и башен. Начиная с 1485 года на протяжении целого десятилетия под руководством итальянских зодчих белокаменные прясла стен и башни разбирали, а на их месте возводили новые из обожжённого кирпича. Площадь крепости была увеличена за счёт присоединения значительных территорий на северо-западе и достигла 27,5 га, а Кремль получил современные очертания неправильного треугольника. Форма башен и завершения стены в виде зубцов напоминают замок Скалигеров в Вероне и замок Сфорца в Милане. Московский Кремль повторяет замок Сфорца вплоть до мельчайших деталей — верх стен крепости в России венчали 1045 зубцов в форме ласточкиного хвоста. Даже высота у Филаретовой башни, в которой находится вход в замок Сфорца, и Спасской башни одинакова — 71 м.
В 1508 году вдоль стен был вырыт Алевизов ров, вода в который поступала из Неглинной. Кремль окончательно превратился в неприступную, окружённую водой со всех сторон крепость, обособленную от разросшегося к тому времени города. При реставрации стен и башен в 1946—1950 годах и в 1974—1978 годах внутри их кирпичной кладки, в нижних частях и фундаментах были обнаружены белокаменные блоки, использованные в качестве забутовки. Возможно, что это и есть остатки белокаменных стен Кремля времён Дмитрия Донского.
В конце XV — начале XVI веков были отрегулированы и расширены основные кремлёвские улицы — Спасская, Никольская и Чудовская. К тому времени в Кремле находилось ещё немало дворов бояр, духовенства и удельных князей, которые селились, в основном, на Подоле и к северу от Соборной площади. При Василии III и Иване Грозном, по мере обострения борьбы с удельными князьями, великий князь изымал их дворы и передавал своим приближённым. В XVI веке строительство в Кремле сводилось в основном к обновлению и совершенствованию уже существовавших зданий и ансамблей. В 1532—1552 годах к колокольне Ивана Великого пристроили Воскресенскую церковь, в середине века перестроили Благовещенский собор; на Митрополичьем дворе появились церкви Соловецких чудотворцев и Трёх Святителей; неоднократно перестраивался и расширялся великокняжеский (затем царский) дворец. Благовещенский собор стал девятиглавым, а главы его, как и главы Успенского собора, были покрыты золотом, вывезенным из покорённой Казани. На Троицком подворье возведена уникальная шатровая церковь.
Иван Грозный долгое время жил на «опричном дворе» вне Кремля; после отмены опричнины для царя выстроили новые Постельные палаты в четыре покоя неподалёку от церкви Спаса на Бору (на месте нынешнего Георгиевского зала).
Первые изображения Кремля сохранились от конца XVI — начала XVII веков: план, помещённый в «Записках о Московии» австрийского посла Сигизмунда Герберштейна, и опубликованный голландским картографом Герритсом Гесселем план, получивший название «Кремленаград». Последний даёт представление о существовавшем тогда характере застройки Кремля. Среди тесно стоящих строений видны отчётливые очертания Соборной (Царской) и Ивановской площадей; от Ивановской площади две улицы ведут через северо-восточную часть крепости к Спасским (тогда Фроловским) и Никольским воротам; всю юго-западную часть занимает новый дворцовый комплекс, сооружение которого шло в течение всего царствования Бориса Годунова и завершилось в 1601—1603 годах. Иранский дипломат Орудж-бек Баят, посетивший Москву в 1599 году, в своих записках заключал: «Дома в Кремле построены в стиле итальянских архитекторов и украшены красивыми орнаментами. Дворец царя особенно красив…»; он же писал о большом количестве в Кремле деревянных строений.
В 1610—1612 годах Кремль был занят польско-литовским гарнизоном Александра Гонсевского.

### Расцвет Кремля в XVII веке

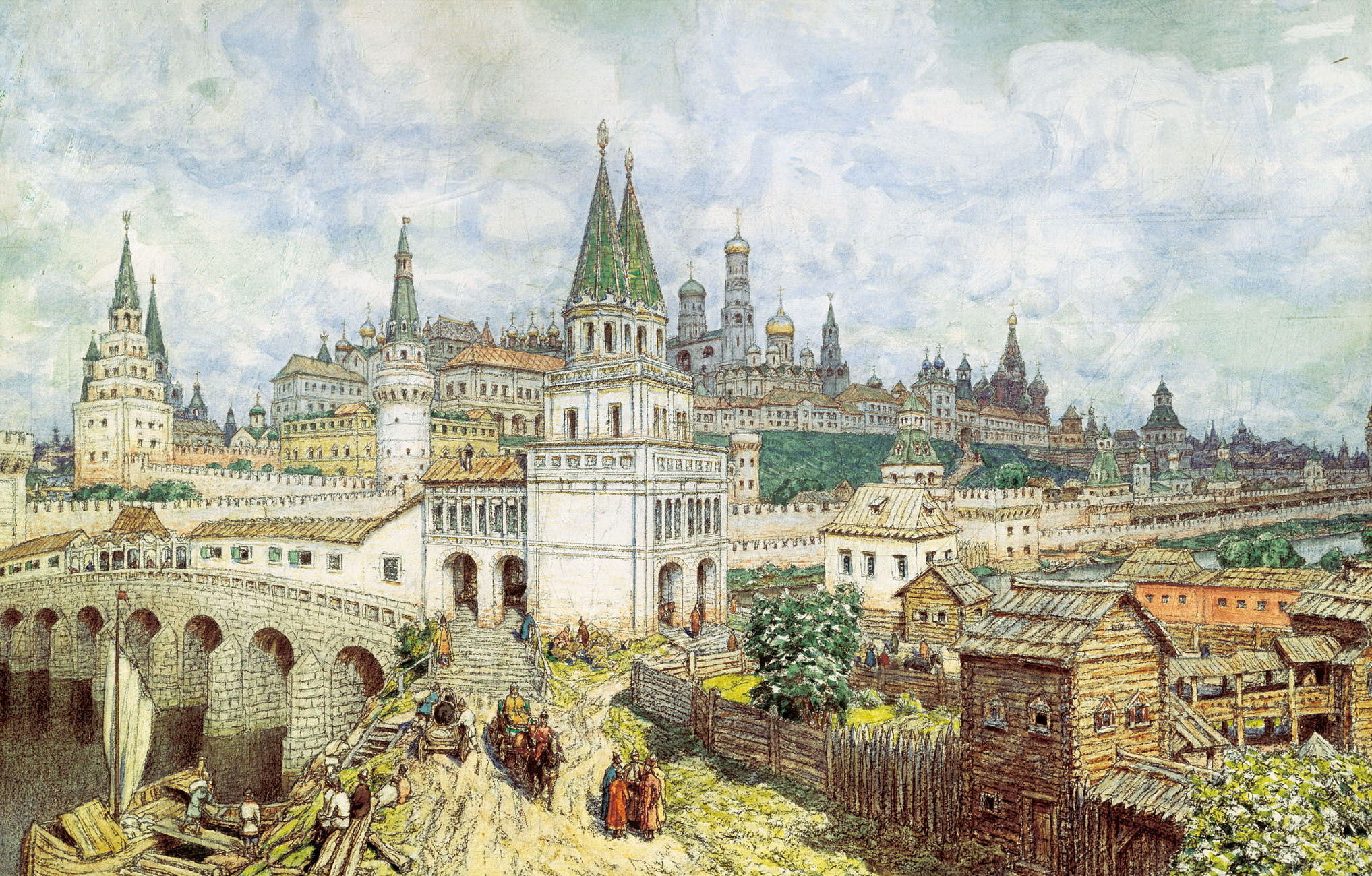
А. М. Васнецов. «Расцвет Кремля. Всехсвятский мост и Кремль в конце XVII века». 1922. Бумага на картоне, акварель, уголь, карандаш. 64 × 109. Музей Москвы, Москва

С воцарением Романовых возобновилось активное строительство церковных и светских зданий. В 1624 году надстроена Спасская башня. В 1635—1636 годах построен Теремной дворец и дворцовые церкви.
В правление царя Фёдора Алексеевича (1676—1682) и царевны Софьи (1682—1689) произведена масштабная перестройка кремлёвского ансамбля, в результате которой он получил логическое завершение. Были возведены новые корпуса Приказов и Чудова монастыря, верховые сады, палаты цариц и царевен, а все башни Кремля (кроме Никольской) получили многоярусные надстройки с украшенными цветной черепицей шатрами.
В это же время Кремль изменил свой цвет: из красно-кирпичного он стал белым. 7 июля 1680 года, как говорится в одном древнем историческом акте, царь Фёдор Алексеевич «указал город Кремль выбелить известью».

### XVIII век

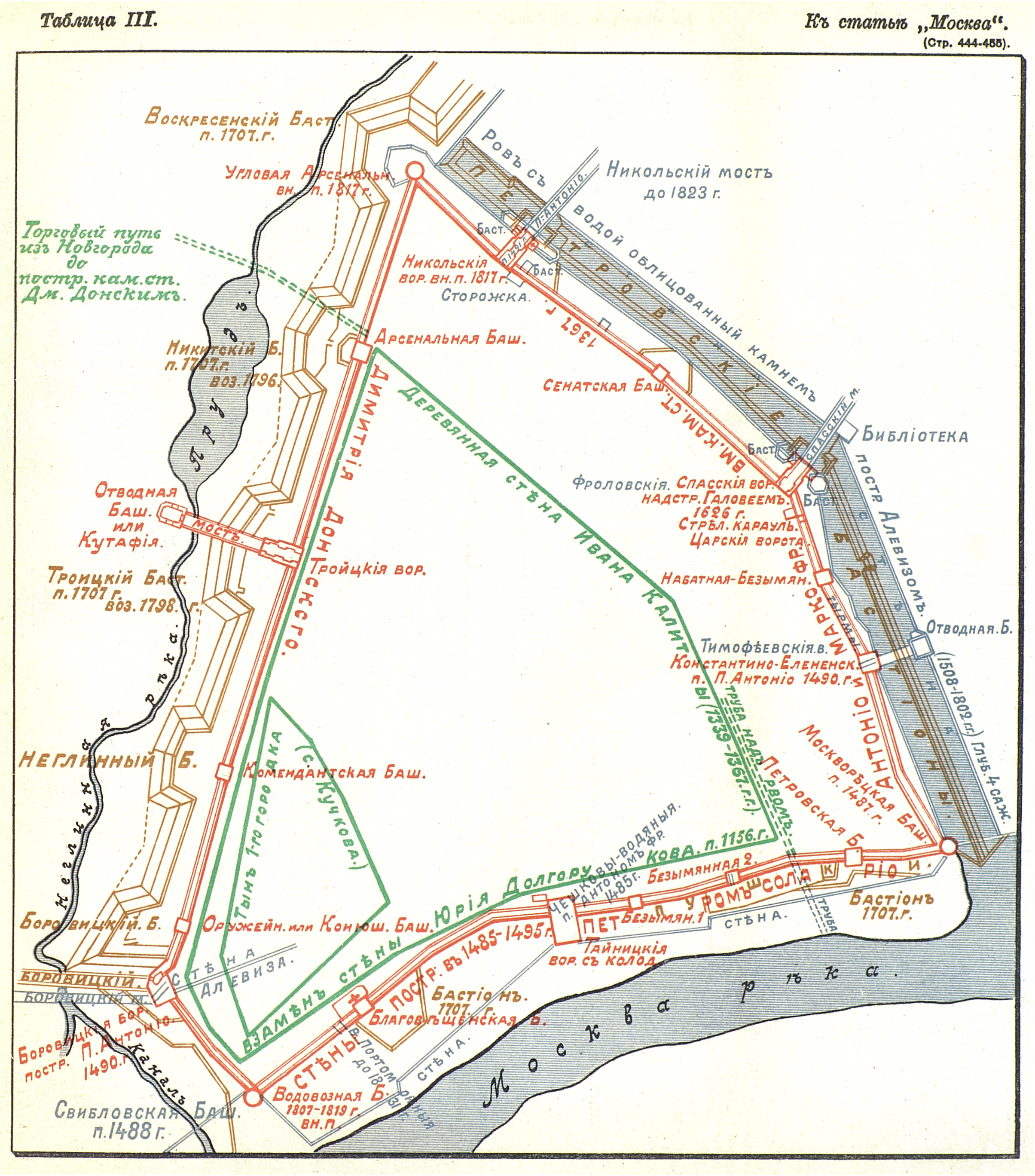
Схема развития Кремля к 1913 году (из Военной энциклопедии Сытина)

С началом царствования Петра I значение Московского Кремля заметно изменилось — царь переехал сначала в Преображенское, а затем в Петербург, и крепость потеряла статус постоянной царской резиденции. В начале XVIII века изменился и характер кремлёвской застройки: после опустошительного пожара 1701 года, Пётр издал в 1704 году указ, запрещающий строить внутри Кремля деревянные здания. В 1702 году на выгоревшей части между Троицкой и Собакиной башнями начинается строительство здания Арсенала (Цейхгауза), продолжавшееся с перерывами до 1736 года. С началом Северной войны возникла угроза вторжения в Москву войск Карла XII, в связи с чем Пётр I распорядился возвести вдоль кремлёвских стен бастионы, а осушенные в XVII веке рвы наполнить водой. Однако использовать эти укрепления не пришлось — после победы русской армии под Полтавой опасность миновала.
При Елизавете Петровне в 1743—1750-х годах были разобраны древние Столовая, Ответная и Золотая палаты дворца и заменены небольшим богато декорированным зданием Зимнего дворца по проекту В. В. Растрелли, построенным под наблюдением Д. В. Ухтомского. Одновременно Ухтомский возвёл на месте снесённого здания Большой казны галерею Оружейной палаты и занимался перестройкой Приказов. При обветшании кремлёвских строений ставилась задача прежде всего их ремонта, а при его невозможности — старые здания разрешалось ломать и восстанавливать «таким же видом как прежде были».
В 1768 году для строительства нового Кремлёвского дворца по проекту В. И. Баженова была создана специальная государственная организация — Экспедиция кремлёвского строения. При подготовке места для нового дворца была ликвидирована вся застройка юго-восточной части бровки холма, уничтожены многие памятники древнерусской архитектуры, в том числе разобрана южная часть кремлёвской стены вместе с Тайницкой и Первой Безымянной башнями. Баженов ставил перед собой цель «обновить вид сего древностью обветшалого и нестройного града» в соответствие с господствующей тогда эстетикой классицизма — предполагалось не только выстроить новый дворец, но и осуществить коренную перепланировку основных улиц и площадей Кремля, оставив лишь отдельные соборы и строения нарышкинского и петровского барокко. Однако в 1775 году строительство дворца было отменено, официальной причиной чего была названа осадка Архангельского собора; способствовали этому решению огромные затраты на переустройство и нелюбовь Екатерины II к Москве. Разобранная стена с башнями была вскоре восстановлена в прежних формах.
В 1775 году был утверждён Прожектируемый план — план реконструкции Москвы, для реализации которого был создан Каменный приказ во главе с П. Н. Кожиным. В конце 1776 года Кожин составил отдельный доклад о реконструкции Московского Кремля, который предполагал создание в Кремле регулярных площадей, постройку новых дворцов и правительственных зданий с «самонаилучшей фасадой по правилам новейшей архитектуры». При этом возведение новых построек предполагалось осуществлять на удалении от древних зданий, которые бережно сохранялись. В 1763 году указом императрицы Екатерины II Сенат был поделён на департаменты и два из них — ведающий правами дворян и судебный — перевели из столицы в Москву. Для их размещения в 1776—1787 годах по проекту Матвея Казакова было построено здание Присутственных мест (Сената), ставшее первым крупным сооружением Кремля в стиле классицизма. С возведением Сената с территории Кремля исчезли последние частные владения. В те же годы Казаков построил на Ивановской площади Архиерейский дом и готический портик Чудова монастыря.
В 1797 году Казаков составил новый план общей реконструкции Кремля, что было вызвано коронацией Павла I. Как и проект Баженова, казаковский план реконструкции Кремля остался неосуществлённым, однако утвердил представление о Кремле как о едином архитектурном ансамбле.

### XIX век

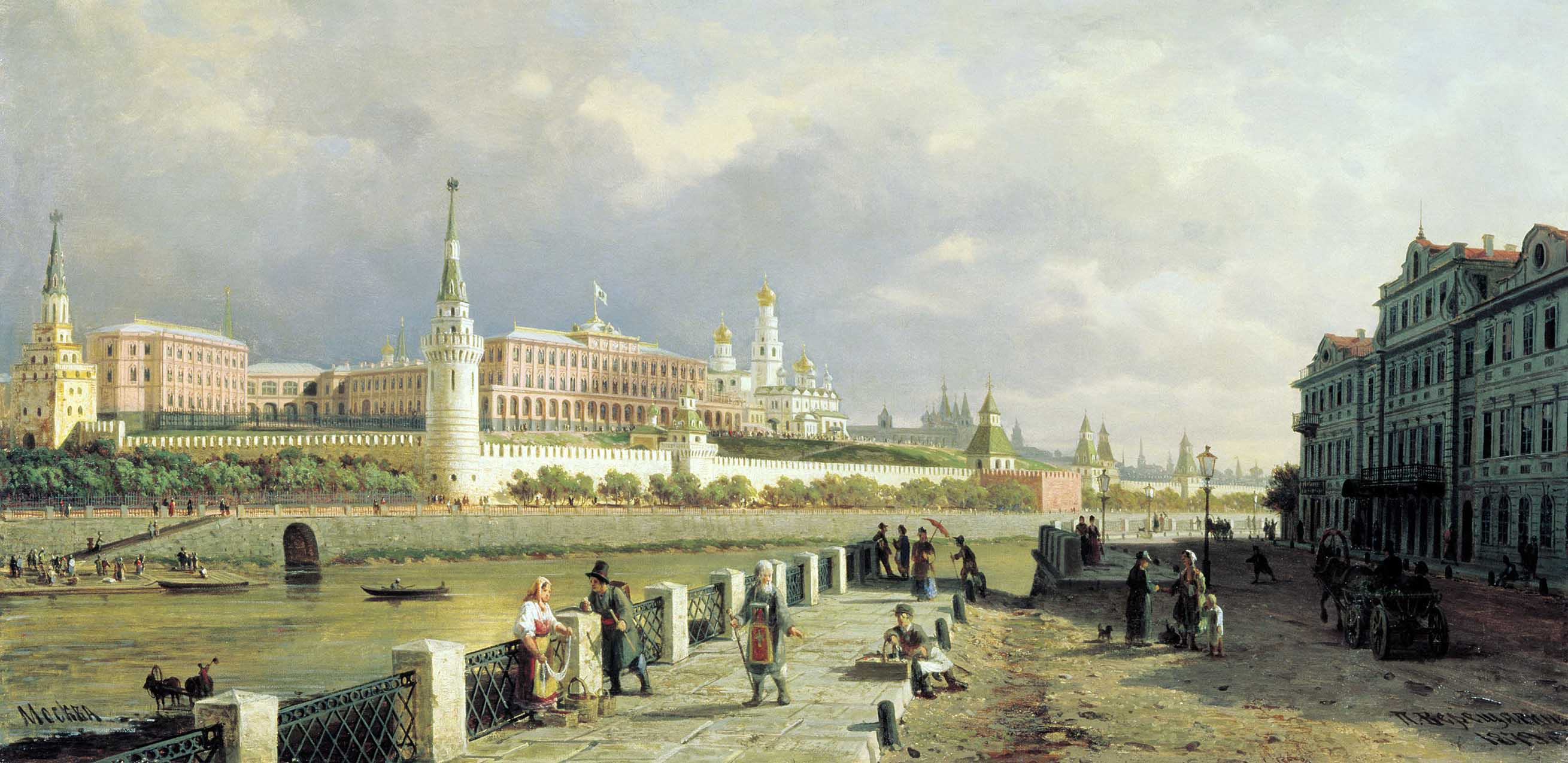
П. П. Верещагин. «Вид Московского Кремля». 1879. Холст, масло. 53 × 107. Ярославский художественный музей

В первые годы XIX века Кремль начал восприниматься современниками как символ исторической и боевой славы России, что вызвало появление в его застройке ярких псевдоготических форм. Архитектор И. В. Еготов использовал готические элементы при перестройке Потешного дворца и ряде других кремлёвских построек.
Вместе с тем, на начало XIX века пришёлся снос множества древних строений. В числе прочих были уничтожены знаменитые Гербовые ворота, Сретенский собор, часть Потешного дворца, несколько храмов Вознесенского монастыря, а также комплексы Хлебенного дворца, Цареборисова двора и Троицкого подворья.

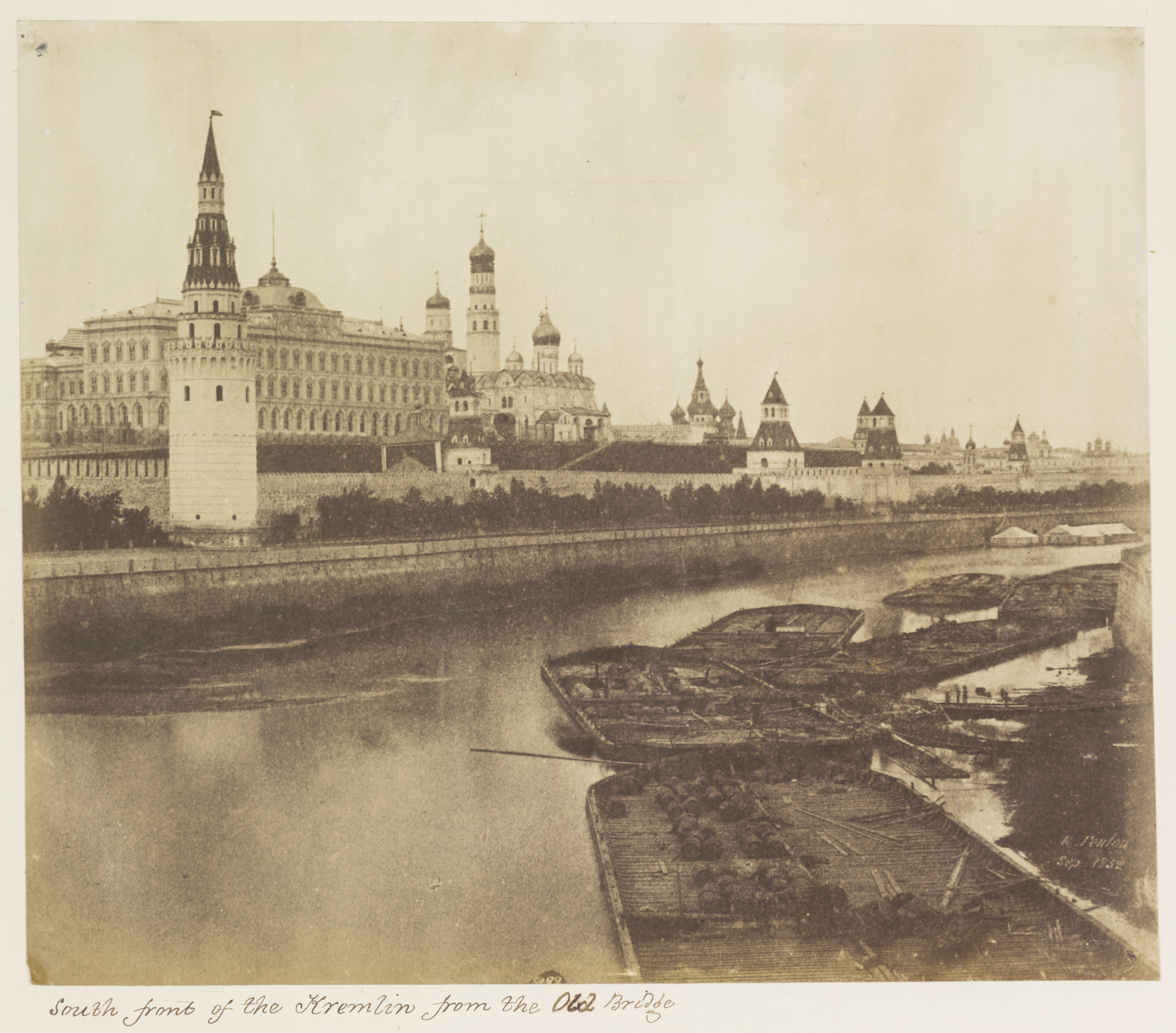
Южная часть Кремля, 1852 год

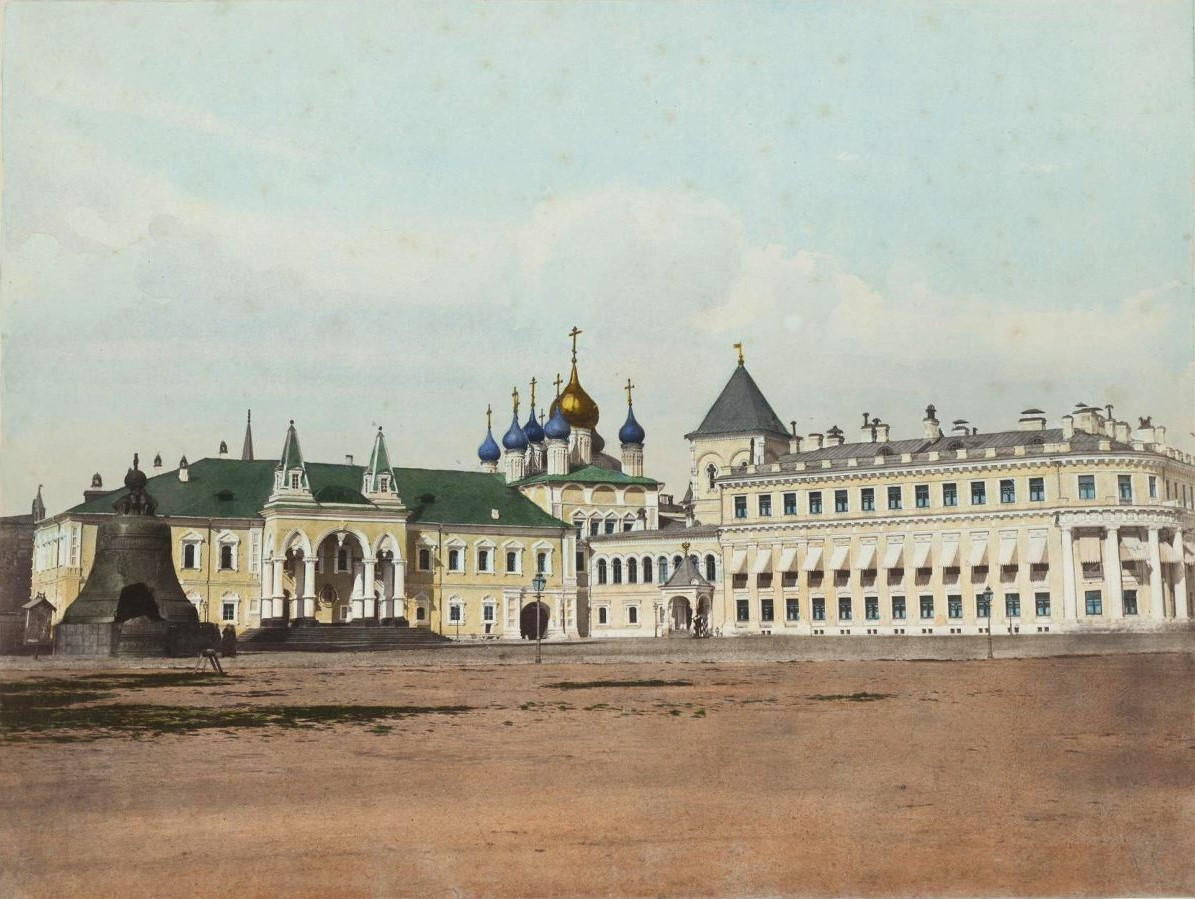
Кремль. Вид на Чудов монастырь и Малый Николаевский дворец. 1880-е гг.

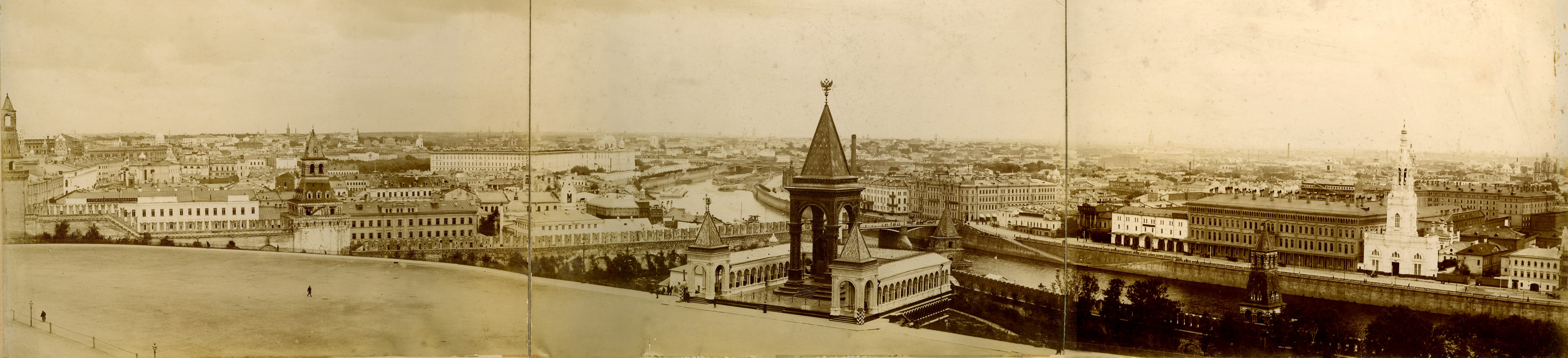
Панорамный вид со звонницы на восток. Около 1900 года

В 1812 году Москва и Кремль были захвачены армией Наполеона. Французская армия вошла в Кремль 2 сентября 1812 года, а сам Наполеон — 3 сентября. Однако уже на следующий день он бежал из Кремля по потайному ходу под угрозой распространившегося огня. Отступая, Наполеон приказал заминировать и взорвать кремлёвские здания. Несмотря на то, что большинство зарядов не взорвалось, урон был значительным. Взорваны были Арсенал, Водовзводная, Петровская и Первая безымянная башни, серьёзно пострадали Угловая Арсенальная башня и пристройки к колокольне Ивана Великого, частично был повреждён Сенат. Восстановление вели архитекторы Ф. К. Соколов, Жилярди Д.И.; ряд башен был отстроен по проектам и под наблюдением О. И. Бове. В ходе реконструкции Красной площади Бове придал Никольской башне готический облик. Арсенал был восстановлен и получил новую отделку позднее — в 1815—1828 годах по проекту московских зодчих А. Н. Бакарева, И. Л. Мироновского, И. Т. Таманского и Е. Д. Тюрина. Тогда же вокруг Арсенала расположили трофейные пушки, которые были присланы в Москву по специальному распоряжению Александра I. Всего на ликвидацию последствий взрыва в Кремле ушло более двадцати лет: последние работы завершились к 1836 году.
В 1817 году на Ивановской площади устроили плац для военного парада, для чего в одну ночь был разобран древний храм Николы Гостунского. В 1823 году по проекту В. П. Стасова надстроили царский дворец, который вновь оказался мал, и уже в 1824 году купленный ранее казной дом митрополита был также надстроен и стал с 1831 года именоваться Малым Николаевским дворцом. В начале 1830-х годов начались реставрационные работы на древних памятниках Кремля. Одним из первых академиком Ф. Г. Солнцевым и архитектором П. А. Герасимовым был восстановлен в 1836—1849 годах Теремной дворец. В 1836 году архитектор О. Монферран поднял и установил на специальном постаменте Царь-колокол, упавший в пожар 1737 года и пролежавший всё это время в яме.
К 1830-м годам вернулись к идее строительства на южном склоне холма вдоль реки нового царского дворца. В 1839 году Николай I поручил строительство Большого Кремлёвского дворца архитектору К. А. Тону, по проекту которого в то же время сооружался храм Христа Спасителя. Строительство здания заняло около десяти лет и было завершено к 1849 году. Ещё до его окончания была разобрана небольшая церковь Иоанна Предтечи на Бору, масштаб которой не соответствовал новому сооружению. Тогда же разобрали все старые дворцовые сооружения, за исключением Теремного дворца, Грановитой и Малой Золотой палат, включённых в общую систему нового дворца. В 1844—1851 годах по проекту Тона было возведено новое здание Оружейной палаты; старую палату перестроили в казармы.
Во второй половине XIX века каких-либо существенных перестроек в Кремле не производилось, за исключением реставрации Н. А. Шохиным Потешного дворца, вернувшей зданию облик XVII века.
В 1893—1898 годах на юго-восточной стороне склона кремлёвского холма на народные средства был построен памятник императору Александру II (проект скульптора А. М. Опекушина, художника В. В. Жуковского и архитектора Н. В. Султанова), торжественно открыл который в 1898 году император Николай II.

### Начало XX века

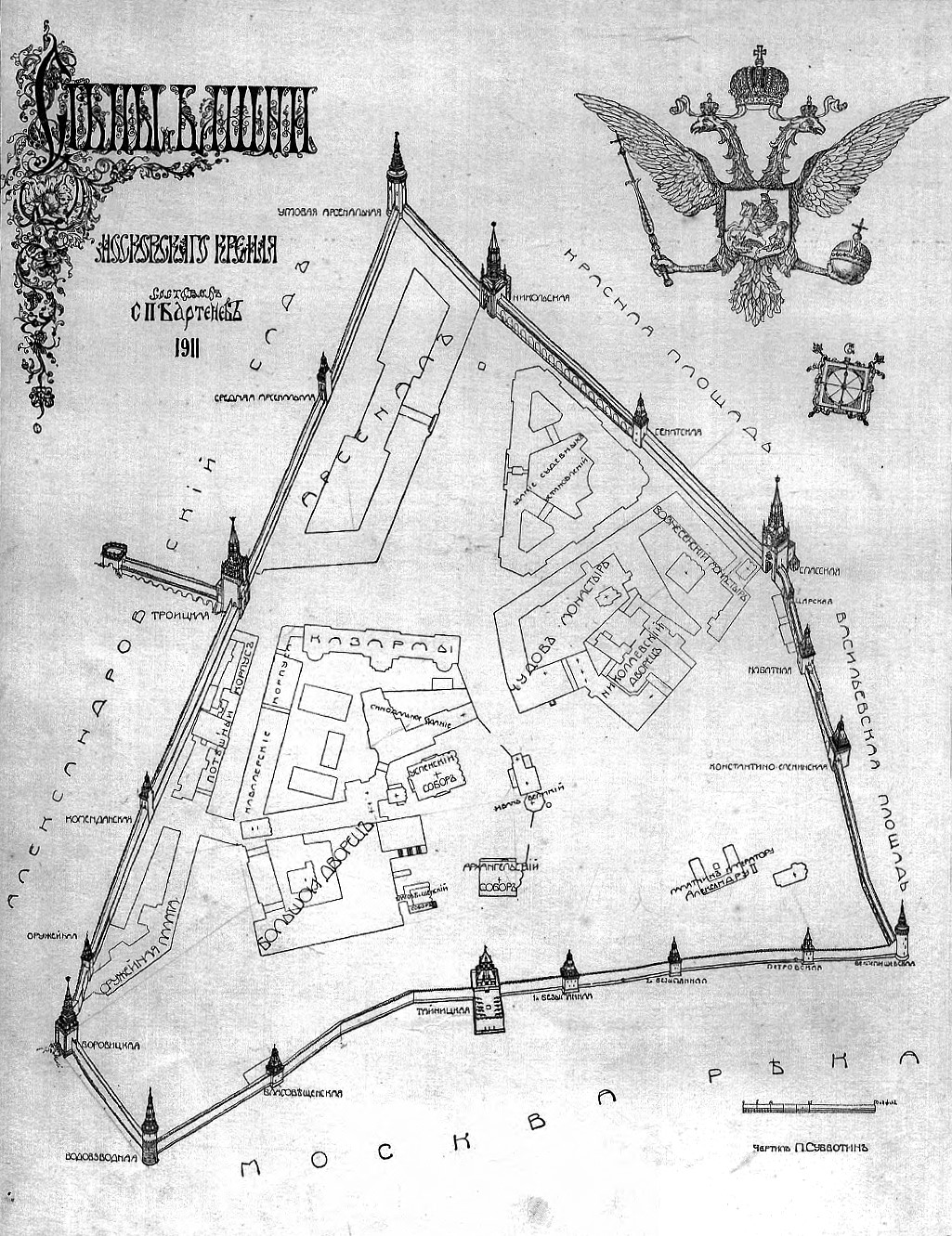
План Кремля на 1911 год

В 1908 году между зданиями Сената и Арсенала около Никольской башни на месте гибели князя Сергея Александровича был воздвигнут крест-памятник. Проход на территорию Московского Кремля был свободным для всех. Входить было принято через Спасские ворота, поклонившись иконе Спаса. Император с семьёй бывал в своей московской резиденции нечасто, поэтому, взяв бесплатный билет в дворцовой конторе, посетитель имел право пройтись по всем кремлёвским дворцам.
Сохранилось несколько кинороликов, снятых в 1908 году в Кремле: «Ивановская площадь»; «Арсенал. Царь-пушка».
Во время вооружённого восстания в октябре — ноябре 1917 года Кремль, на территории которого находились отряды юнкеров, серьёзно пострадал от артиллерийского обстрела, произведённого революционными войсками. Были сильно повреждены стены, Спасская башня и Спасские часы, Никольская башня, Беклемишевская башня, почти все храмы на территории Кремля, большой урон был причинён Малому Николаевскому дворцу.

### Советское время

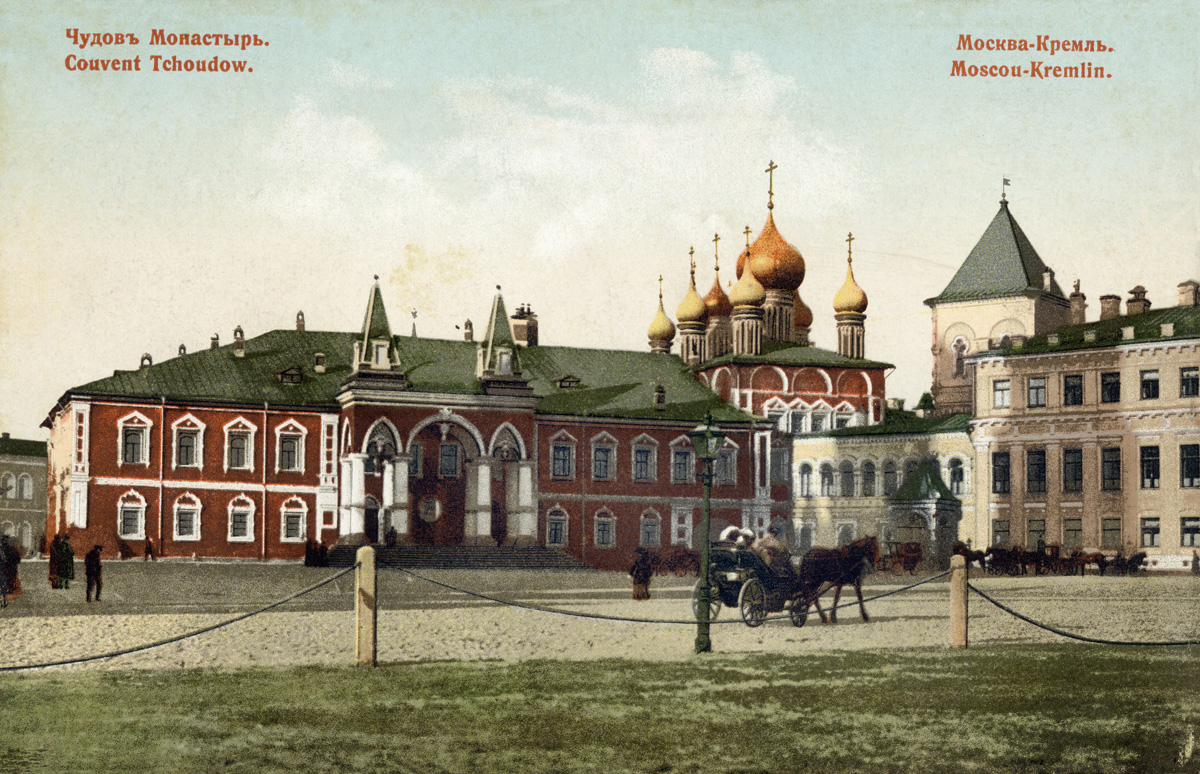
Чудов монастырь в начале XX века

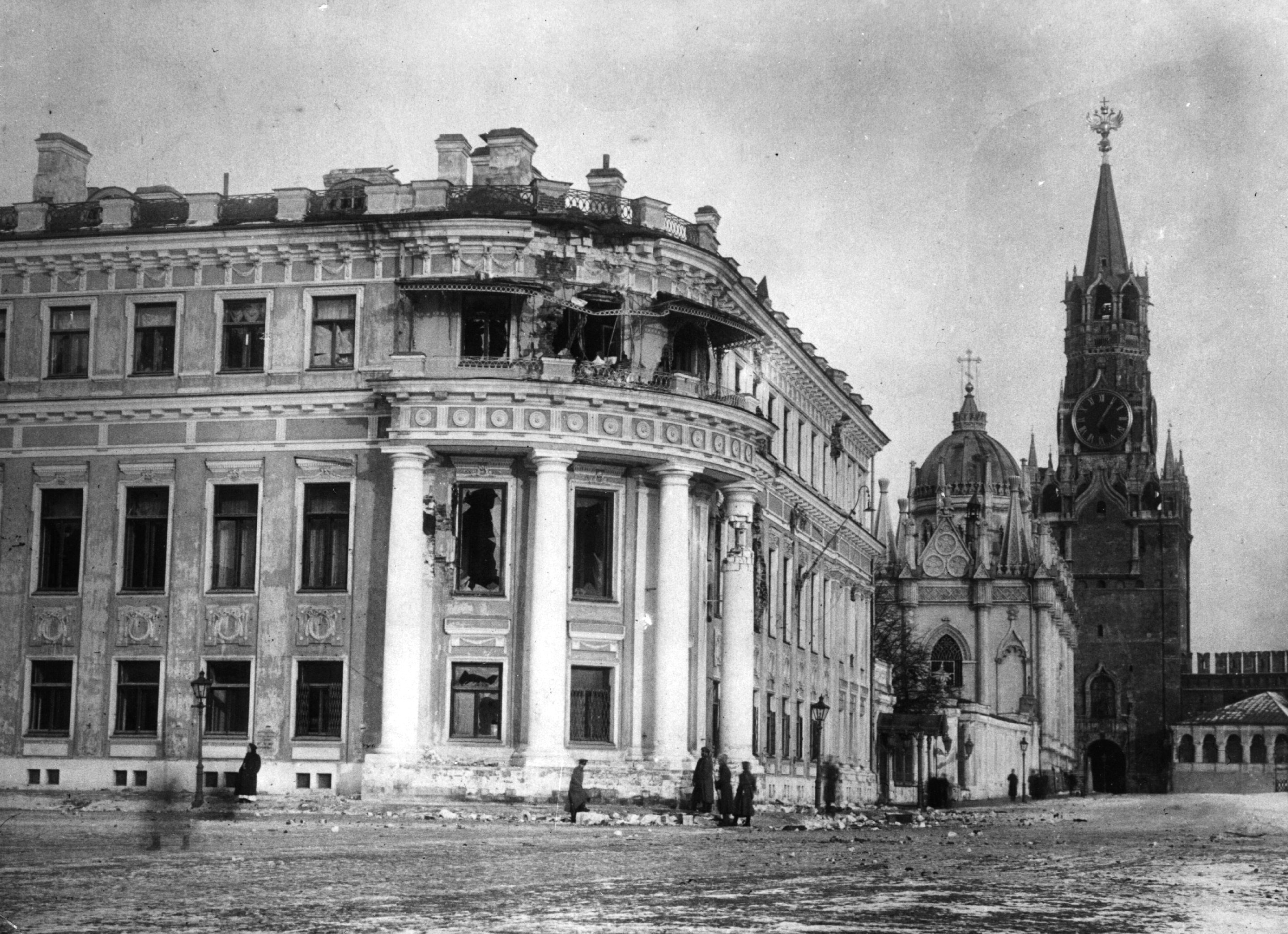
Кремль. Разбитый Малый Николаевский дворец, ноябрь 1917

Кремль вновь становится политическим центром российского государства, после переезда в Москву в марте 1918 года советского правительства во главе с В. И. Лениным. Его резиденцией и местом проживания руководителей советского государства становятся дворцы и кавалерские корпуса, в связи с чем свободный доступ на территорию Кремля для рядовых москвичей оказывается под запретом. Храмы закрывают, а кремлёвские колокола умолкают на долгие годы.
Согласно историку В. Ф. Козлову, на заседании Моссовета народным комиссарам предлагались три варианта размещения: Дворянский женский институт, Запасной дворец у Красных ворот и Кремль. На заседании Совнаркома против последнего были возражения, поскольку территория Московского Кремля — излюбленное место прогулок москвичей, и в случае размещения там правительства свободный доступ будет ограничен, а то и вовсе прекращён, закрытие кремлёвских соборов вызовет недовольство верующих и населения, да и не пристало руководителям российской республики Советов размещаться в резиденции царей, однако все прения прекратил председатель ВЦИК Я. М. Свердлов: «Несомненно, буржуазия и мещане поднимут вой — большевики, мол, оскверняют святыни, но нас это меньше всего должно беспокоить. Интересы пролетарской революции выше предрассудков».
Петроградская коллегия по охране памятников старины и сокровищ искусства направила обращение к советскому правительству с призывом выехать из Кремля, поскольку «…занятие Кремля правительством создаёт чудовищную угрозу целостности величайших по своему мировому и исключительному значению памятников». Это обращение (опубликованное в 1997 году работником кремлёвских музеев Т. А. Тутовой) даже не было рассмотрено.
В 1918—1919 годах под руководством архитектора Н. В. Марковникова прошла реставрация стен и башен Кремля; в работах приняли участие И. Е. Бондаренко, И. В. Рыльский и Д. П. Сухов.
За годы советской власти архитектурный ансамбль Московского Кремля значительно пострадал. Автор исследования на тему уничтожения кремлёвских памятников в этот период Константин Михайлов в книге «Уничтоженный Кремль» пишет, что «в XX веке архитектурный ансамбль Московского Кремля был уничтожен более чем наполовину». На планах Кремля начала XX века можно различить 54 сооружения, стоявшие внутри Кремлёвских стен. Больше половины из них — 28 зданий — уже не существуют. В 1918 году при личном участии Ленина был снесён памятник великому князю Сергею Александровичу. В этом же году был уничтожен памятник Александру II. В середине 1920-х годов у Спасской, Никольской и Боровицкой башен снесены часовни при надвратных иконах.
В 1922 году во время кампании по «изъятию церковных ценностей» из кремлёвских соборов было изъято более 300 пудов серебра, более 2 пудов золота, тысячи драгоценных камней, и даже рака патриарха Гермогена из Успенского собора. Большой Кремлёвский дворец стали приспосабливать под проведение съездов Советов и конгрессов III Интернационала, в Золотой палате разместили кухню, в Грановитой — общественную столовую. Малый Николаевский дворец превратился в клуб работников советских учреждений, в Екатерининской церкви Вознесенского монастыря было решено устроить спортзал, в Чудовом — кремлёвскую больницу.
В конце 1920-х годов начинается большая череда сноса древних сооружений Кремля. Автор фундаментального исследования о московских храмах «Сорок Сороков» П. Г. Паламарчук подсчитал, что накануне 1917 года в Московском Кремле существовал 31 храм с 51 престолом. 17 сентября 1928 года президиум ВЦИК принял постановление, определявшее сроки сноса церковных зданий и старинных сооружений Московского Кремля. Информация о предстоящем уничтожении памятников до Главнауки Наркомпроса дошла лишь к середине июня 1929 года. К тому времени церковь святых Константина и Елены уже была снесена. Глава Наркомата просвещения А. В. Луначарский направил председателю ВЦИК и ЦИК СССР М. И. Калинину письмо, осуждавшее намеченный снос и проведение такого решения в обход представителей научной общественности. На заседании политбюро это письмо назвали «антикоммунистическим и непристойным по тону».
В 1929—1930 годах были полностью снесены два древних кремлёвских монастыря, Чудов и Вознесенский, со всеми храмами, церквями, часовнями, некрополями, служебными постройками, а также примыкавший к Чудову монастырю Малый Николаевский дворец, где находился штаб оборонявшихся юнкеров. Таким образом, вся восточная часть Кремля от Ивановской площади до Сенатского дворца до 1932 года представляла собой сплошь руины. В конце 1932 года на месте уничтоженных памятников было построено здание военной школы имени ВЦИК в неоклассическом стиле. В 1933 году была сломана Церковь Благовещения на Житном дворе, пристроенная к Благовещенской башне в XVIII веке. В этом же году был уничтожен древнейший храм Москвы — Собор Спаса на Бору, располагавшийся во внутреннем дворе Большого кремлёвского дворца. В 1934 году на его месте был построен 5-этажный служебный корпус. От храма не осталось даже фундаментов, за исключением фрагментов фундамента западного притвора, который обнаружили в 1997 году. Всего за годы советской власти было уничтожено 17 церквей с 25 престолами.
Помимо уничтожения памятников, некоторые постройки подверглись переделке. У Грановитой палаты было сломано «Красное крыльцо», парадная лестница, по которой русские цари и императоры проходили на коронование в Успенский собор (восстановлено в 1994 году). Фасад Большого Кремлёвского дворца до революции содержал 5 белокаменных барельефов в виде герба России — двуглавого орла — и ещё несколько малых барельефов в виде гербов исторических владений Российской империи (Москвы, Казани, Астрахани и др.). После революции их спилили, место центрального двуглавого орла занял барельеф в виде герба СССР, а вокруг расположились буквы: «С» и «С» слева и «С» и «Р» справа. Во время реставрации Большого Кремлёвского дворца в 1994 году все исторические барельефы на фасаде были воссозданы.
В 1920—1930-х годах помещения на территории Московского Кремля использовались и как жилые: в них проживали руководители Советского государства, коммунистической партии, сотрудники кремлёвской комендатуры. В 1920 году в Кремле было прописано 2100 человек, к 1935 году их число снизилось до 374 человек, по состоянию на 1939 год в Кремле постоянно проживал 31 человек, в том числе И. В. Сталин, К. Е. Ворошилов, В. М. Молотов, Л. М. Каганович, А. И. Микоян, М. И. Калинин, А. А. Жданов, А. А. Андреев, Н. А. Вознесенский, родственники В. И. Ленина, Ф. Э. Дзержинского, Г. К. Орджоникидзе и др. В качестве места постоянного проживания Кремль использовался до конца 1950-х годов. Последним, переселившимся из Кремля, был К. Е. Ворошилов, живший там с семьёй до 1962 года.
В 1935 году двуглавые орлы, венчавшие главные проездные башни Кремля: Спасскую, Никольскую, Троицкую и Боровицкую, были заменены на звёзды из золочёной меди, покрытые уральскими самоцветами. В 1937 году самоцветные звезды были заменены на звёзды из рубинового стекла. Рубиновая звезда впервые была установлена и на Водовзводной башне.
Во время Великой Отечественной войны Кремль был замаскирован, дабы избежать его разрушения. На стенах были изображены улицы и фасады других зданий, зелёные крыши перекрашены, рубиновые звезды погашены и укрыты. Мавзолей был спрятан под двухэтажное бутафорское строение. Руководил работами архитектор Б. М. Иофан. Целенаправленных бомбёжек Кремля немцы не могли произвести, так как Кремль визуально исчез. За время войны на территорию Кремля и Красной площади было сброшено 18 фугасных авиабомб весом от 50 до 500 кг и около полутора сотен зажигательных бомб, не повлёкших катастрофических разрушений.
С 1955 года Кремль частично открыт для посещения, став музеем под открытым небом. С этого же года был введён запрет на проживание на территории Кремля. В 1967 году в Кремле открыт памятник В. И. Ленину (скульптор В. Б. Пинчук, архитектор С. Б. Сперанский). Последним за годы советской власти крупным сооружением Кремля стал Дворец съездов, построенный в 1958—1961 годах по проекту архитекторов М. В. Посохина, А. А. Мндоянца, Е. Н. Стамо, П. П. Штеллера и Н. М. Щепетильникова. Для расчистки места под новое здание были снесены старая Оружейная палата, Синодальное управление, Офицерский, Кухонный и Гренадерский корпуса и два из трёх Кавалерских корпусов Кремля.
В ходе реставрационных работ конца 1960-х — начала 1970-х годов глиняная черепица на башнях Кремля была во многих местах заменена металлическими листами, раскрашенными «под черепицу». Кроме того, в связи с сооружением мемориала «Могила Неизвестного Солдата» часть поверхностного слоя стены между Угловой и Средней Арсенальной башнями была стёсана на глубину 1 м и затем выложена вновь для создания монотонной по цвету и фактуре поверхности, призванной служить фоном мемориалу.
В 1990 году Кремль был включён в список всемирного наследия ЮНЕСКО.

### Современность

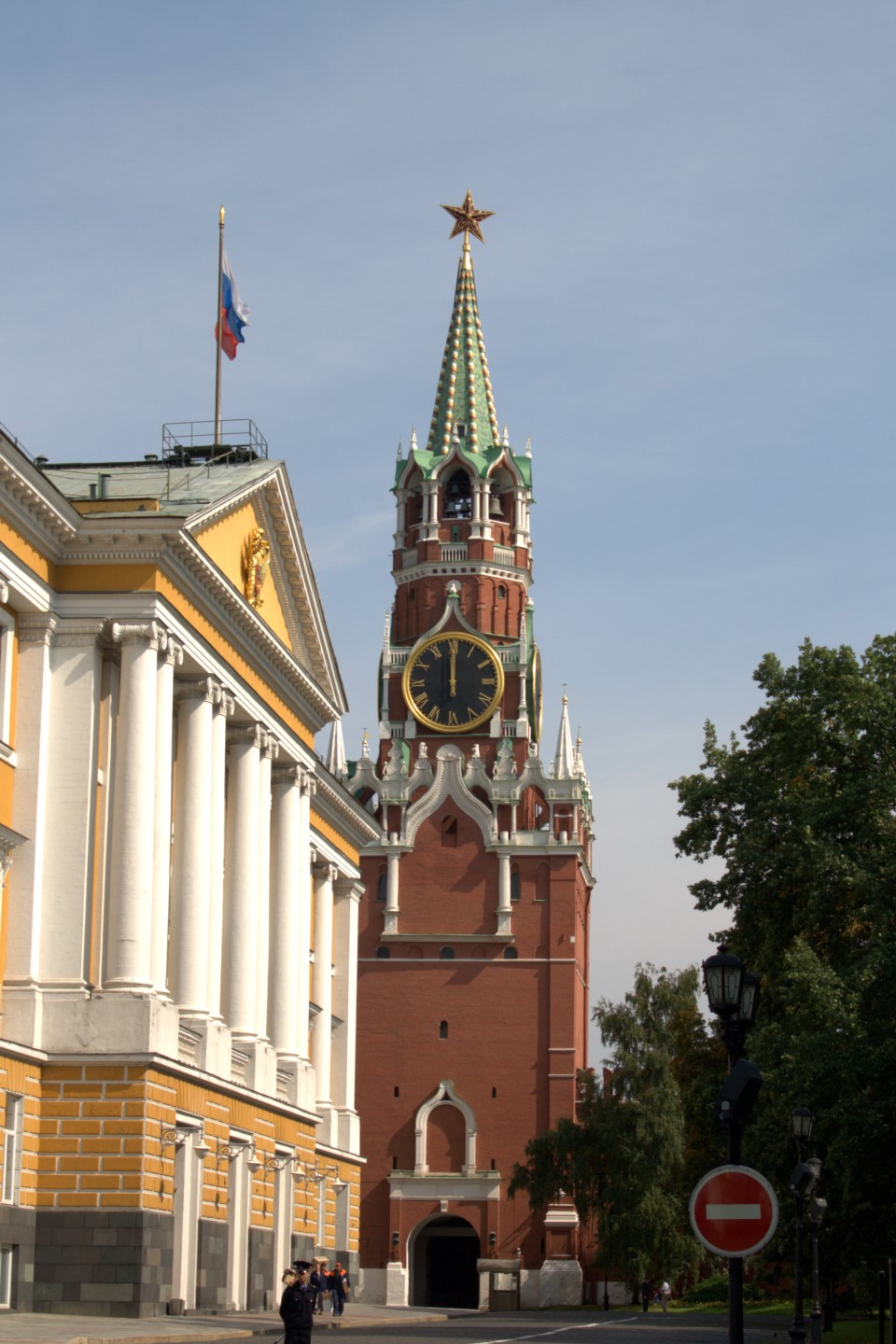
Кремль. 14-й корпус и Спасская башня в 2009 г.

С 1991 года Кремль является резиденцией Президента России. В 1993—1994 годах было заново построено Красное крыльцо Грановитой палаты, с 1994 по 1998 годы — Андреевский и Александровский залы Большого Кремлёвского дворца. В 1995 году в Тайницком саду был демонтирован памятник В. И. Ленину (памятник был сначала перевезён в «Парк искусств», позже — в Ленинские Горки). С 1992 по 1996 годы проходила реставрация Сенатского дворца.
В 1996—2000 годах была проведена реставрация кремлёвских стен и башен.
В 2001 году начался ремонт 14-го корпуса Кремля на Ивановской площади. К 2011 году все службы администрации президента были переведены на Старую площадь. Интерьер кабинета Б.Н. Ельцина был перевезён в Президентский центр его имени в Екатеринбург.
В июле 2014 года Президент России В. В. Путин выступил с предложением не реставрировать не представляющий архитектурной и исторической ценности 14-й корпус, а воссоздать исторический облик Московского Кремля и восстановить на этом месте древние монастыри — Чудов, основанный митрополитом Алексием и Вознесенский, основанный вдовой Дмитрия Донского Евдокией Дмитриевной. Предложение обсуждалось на встрече с мэром Москвы С. С. Собяниным, заместителем директора Музеев Московского Кремля, специалистом по древнерусской архитектуре А. Л. Баталовым, ректором Московского архитектурного института Д. О. Швидковским и комендантом Московского Кремля С. Д. Хлебниковым. Предложение вызвало живой интерес участников обсуждения, тем более, что 14-й корпус был практически разобран уже несколько лет назад.
Весной 2016 года здание 14-го корпуса было полностью демонтировано. Впервые открылись возможности для масштабного археологического изучения Кремлёвского холма и скрытых в нём пластов культурного и духовного наследия XII — начала XX веков. Исследовательские работы проводил Институт археологии РАН. По окончании раскопок на время проработки проекта восстановления монастырей на их месте был разбит сквер. Зимой 2017 года на Ивановской площади были открыты первые в Москве «археологические окна», которые позволяют познакомиться с хорошо сохранившимися древними фундаментами Малого Николаевского дворца и Чудова монастыря. Обнаруженные остатки фундаментов Екатерининской церкви Вознесенского монастыря находятся под Спасской улицей и скрыты от глаз посетителей Кремля.
В начале мая 2023 года на фоне вторжения России на Украину Кремль атаковали беспилотники. Один взорвался над Сенатским дворцом.

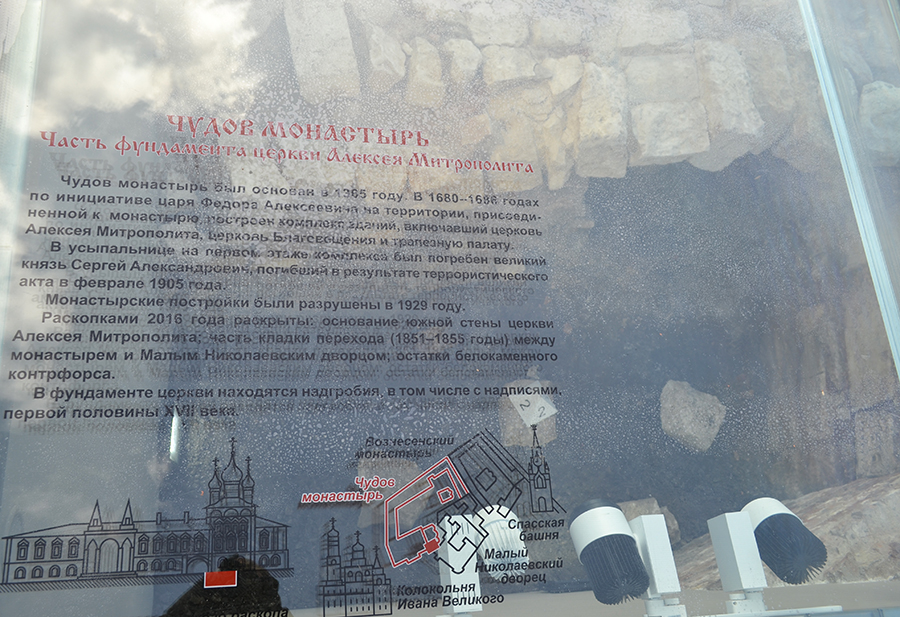
«Археологические окна» на месте Чудова монастыря
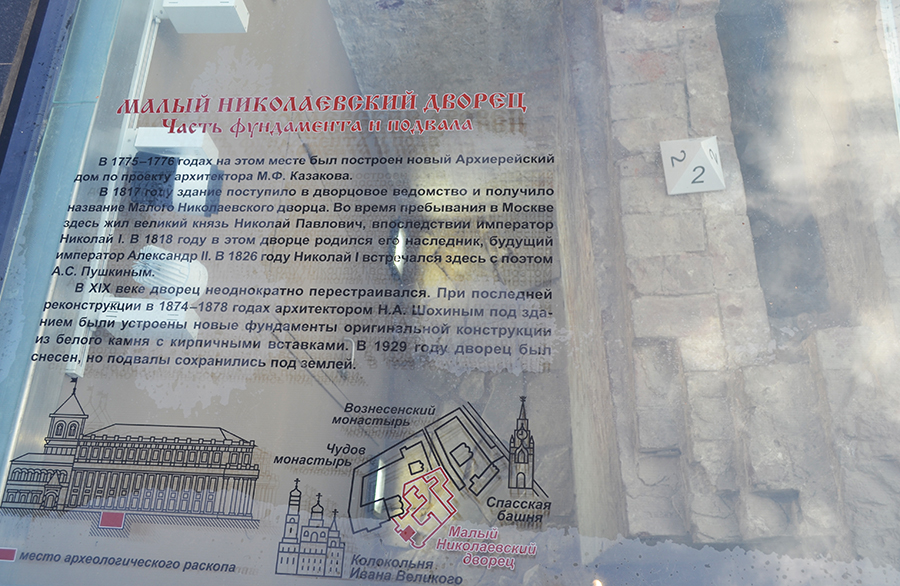
«Археологические окна» на месте Малого Николаевского дворца
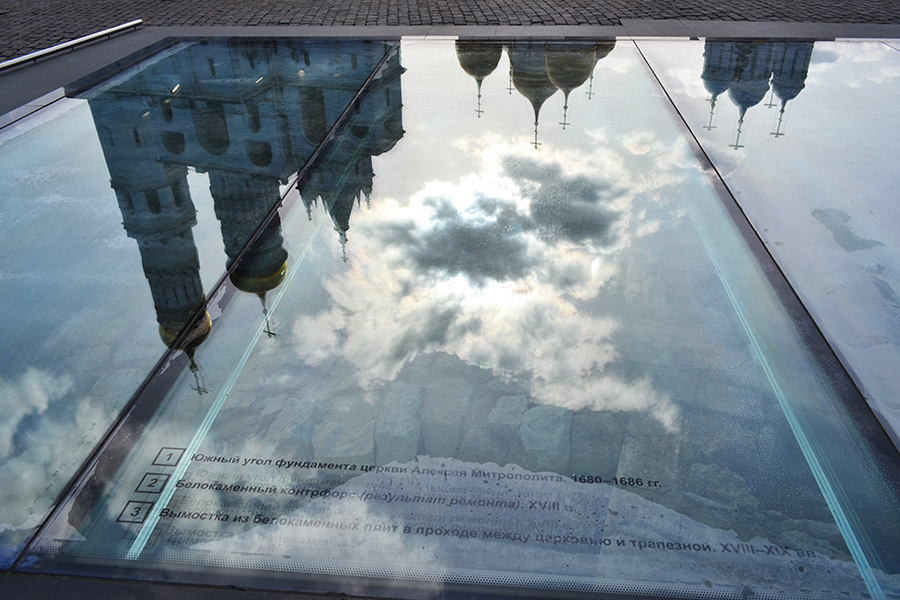
«Археологическое окно» на Ивановской площади. Фундамент церкви Алексея Митрополита, 1680—1686
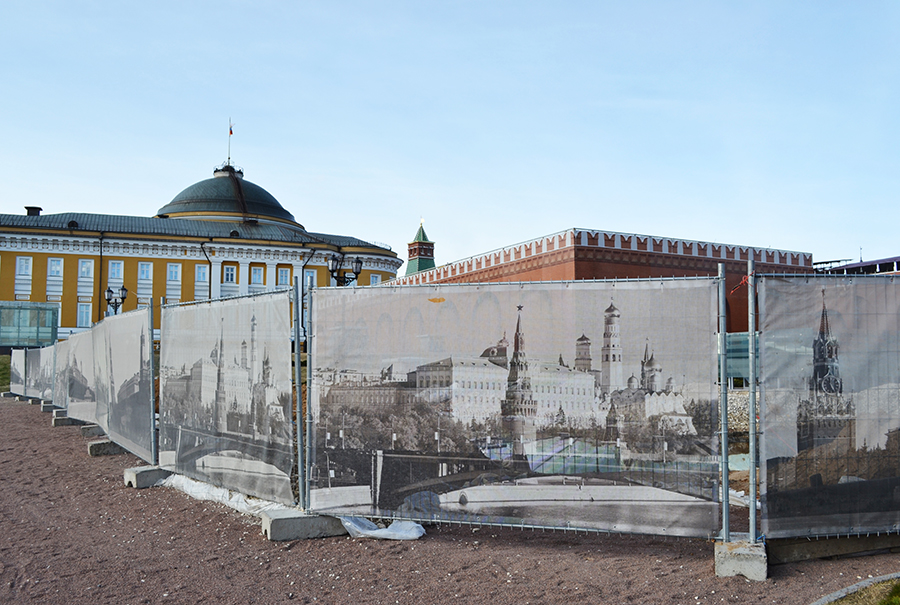
Раскопки на месте Вознесенского монастыря
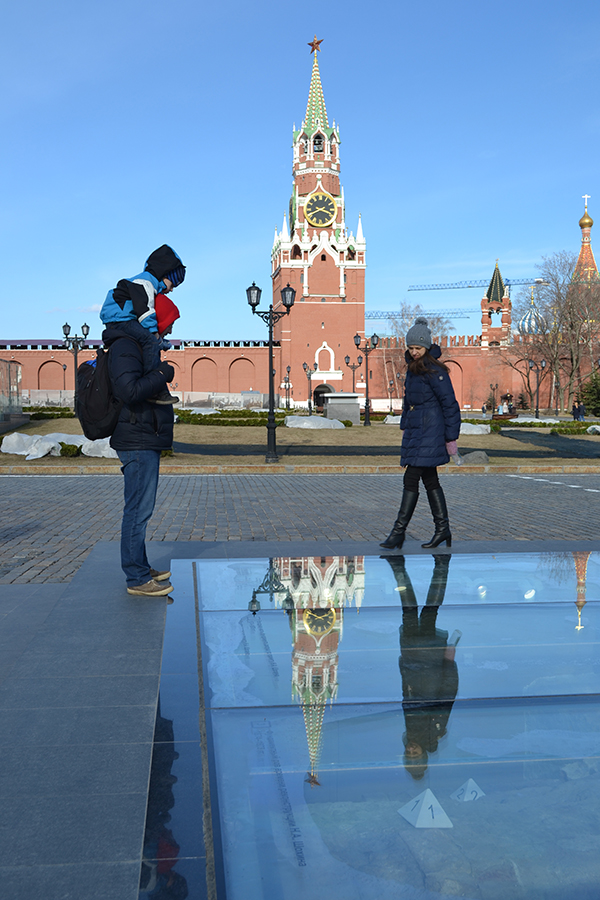
Посетители рассматривают обнаруженные фундаменты через «археологические окна»

## Архитектура

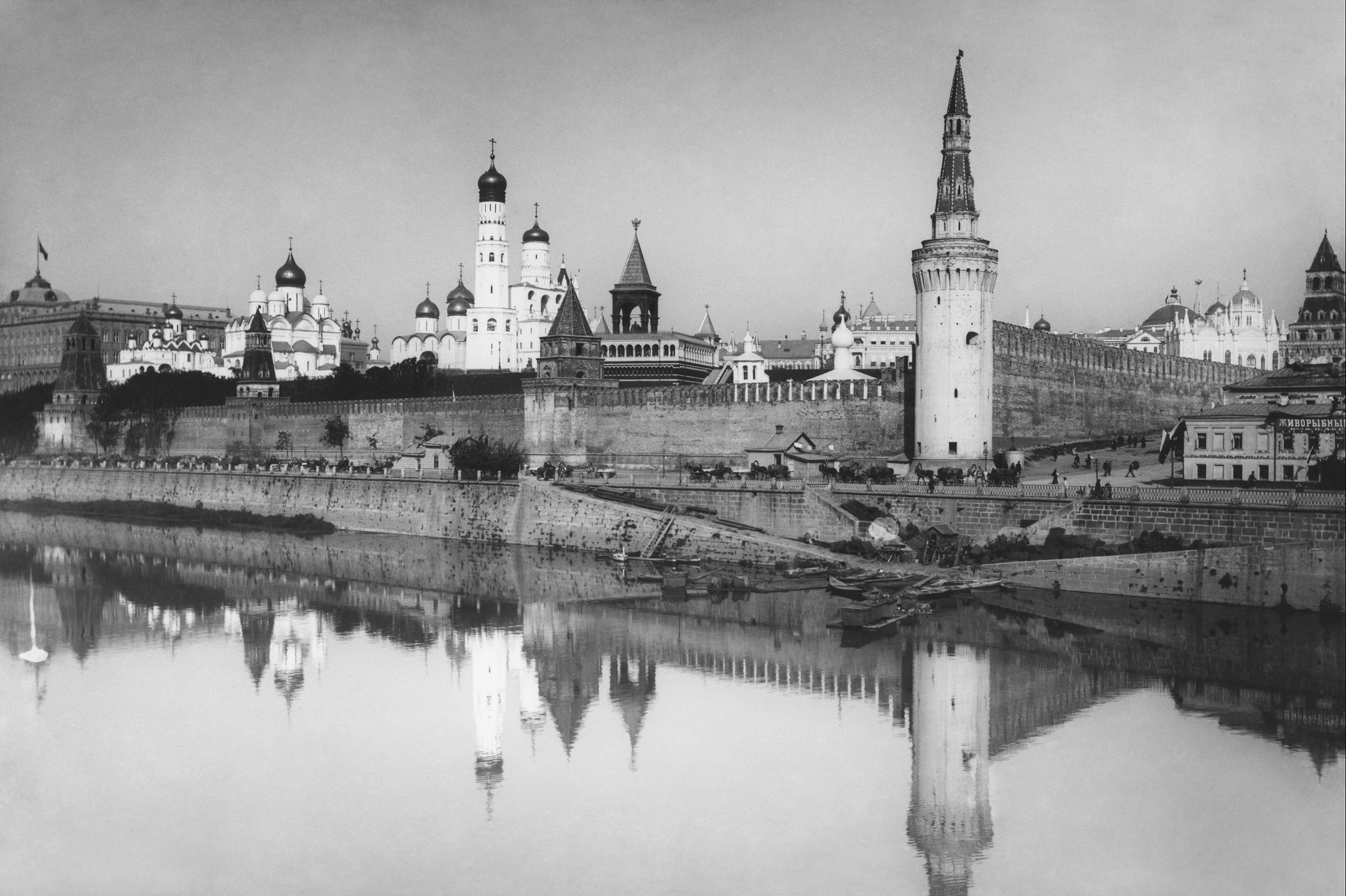
Вид на юго-восточную часть Кремля. Конец XIX века

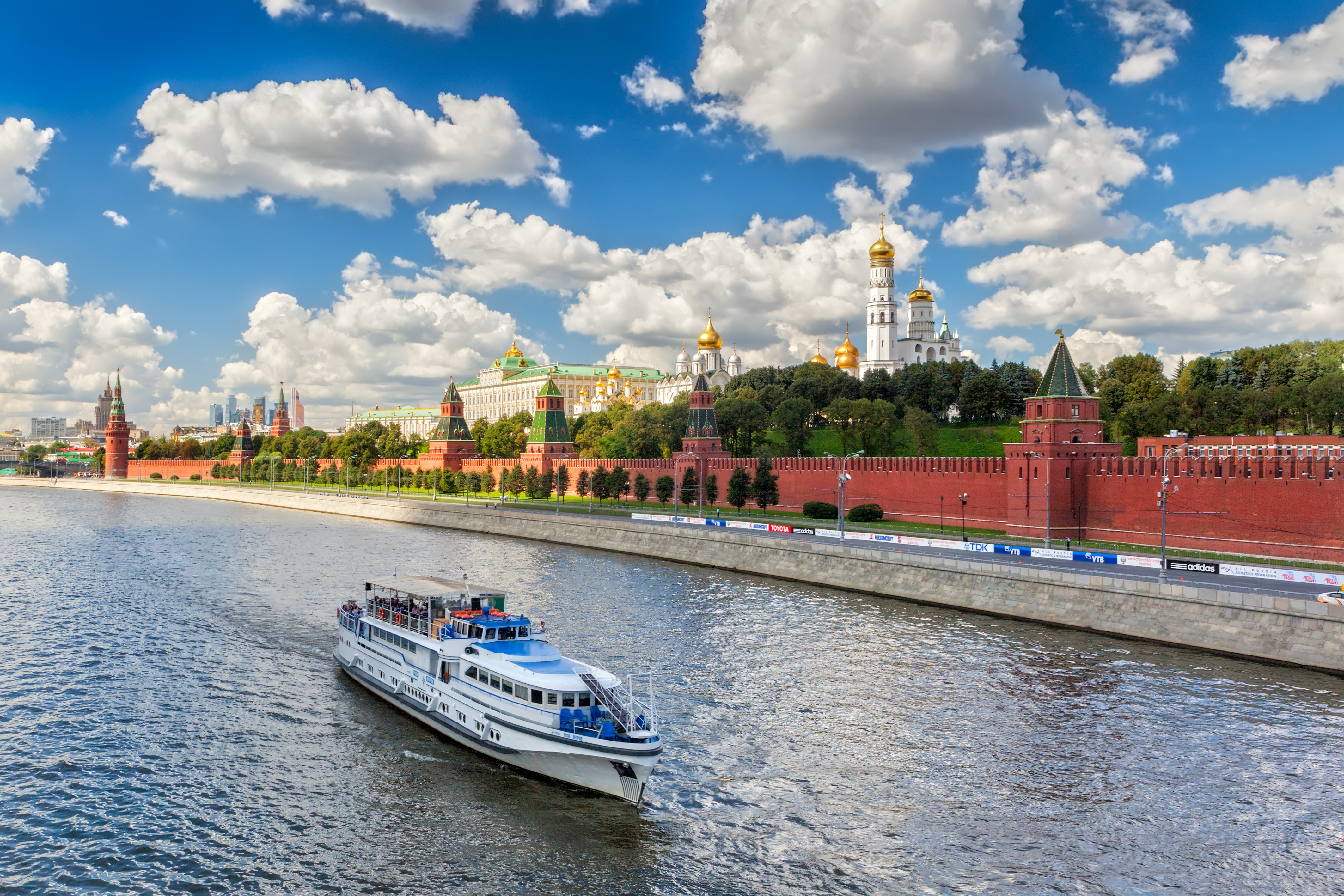
Стены и башни южной части Кремля, 2013 год

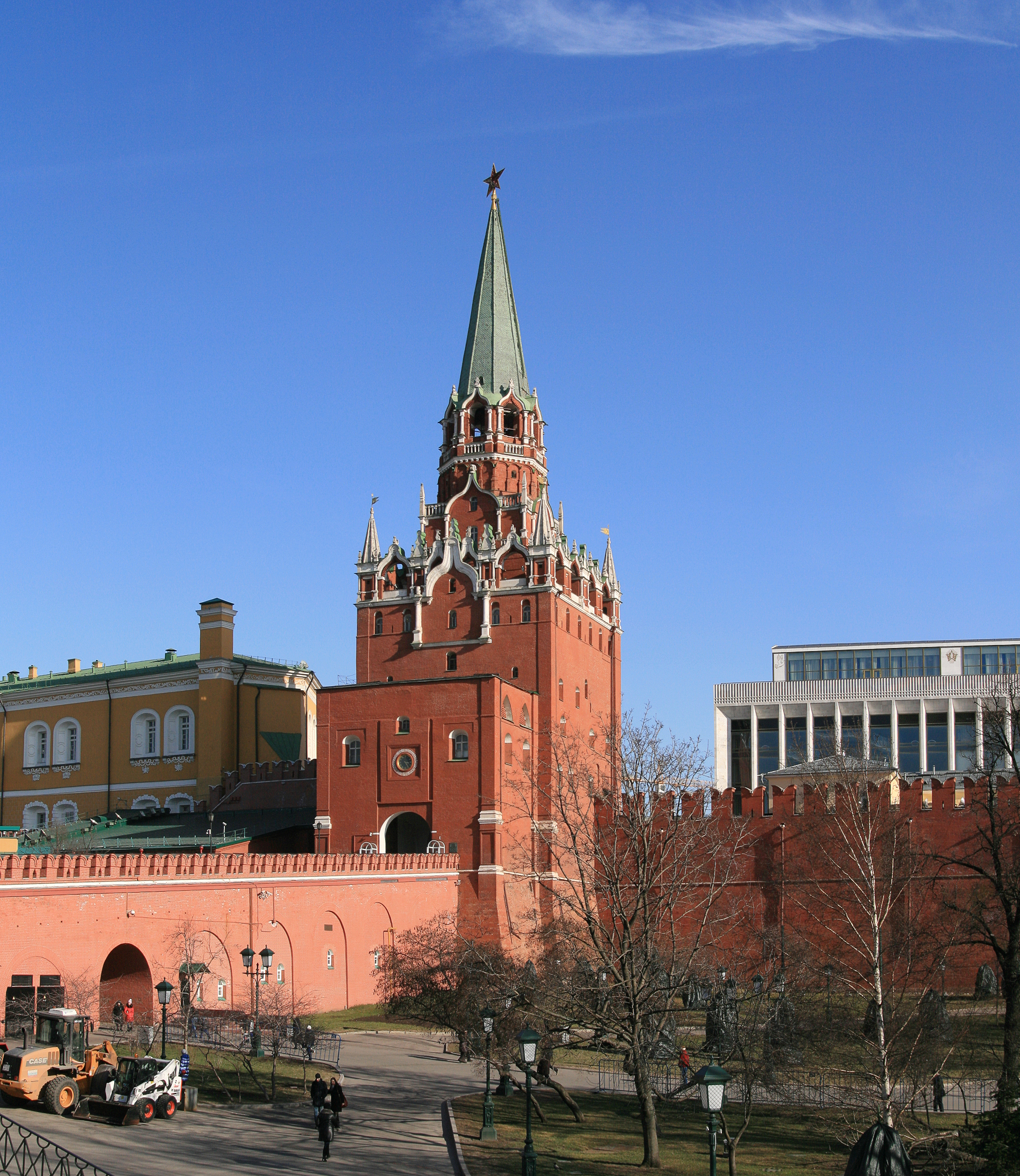
Троицкая башня и мост на западной части Кремля, 2014 год

### Стены и башни
Существующие стены и башни были построены в 1485—1516 годах. Общая протяжённость стен — 2235 м, их высота — от 5 до 19 м, толщина — от 3,5 до 6,5 м. В плане стены образуют собой неправильный треугольник. Верх стены по ломбардской традиции украшен зубцами в форме ласточкиного хвоста, всего зубцов по верху стены — 1045. Большинство зубцов имеет щелевидные бойницы. В стенах устроены широкие, перекрытые арками амбразуры. С наружной стороны стены гладкие, с внутренней оформлены арочными нишами — традиционный приём, призванный облегчить и упрочнить конструкцию сооружения.
Вдоль стен расположено 20 башен. Три башни, стоящие в углах треугольника, имеют круглое сечение, остальные — квадратное. Самая высокая башня — Троицкая, она имеет высоту 79,3 м.
Большинство башен выполнено в едином архитектурном стиле, приданном им во второй половине XVII века. Из общего ансамбля выделяется Никольская башня, которая в начале XIX века была перестроена в псевдоготическом стиле.
В 1485—1516 годах строительство стен Кремля возглавляли итальянские зодчие Антон Фрязин, Марк Фрязин, П. А. Солари и Алевиз Фрязин Старый. Кирпичные стены ставились по линии белокаменных, с небольшим отступлением наружу. Начиная от Спасской башни территория Кремля была увеличена в восточном направлении. Первой в 1485 году с южной стороны была заложена Тайницкая башня, а уже через пять лет вся южная часть крепости была построена. Для строительства стен и башен использовался крупный (30 × 14 × 17 см или 31 × 15 × 9 см) кирпич весом до 8 кг каждый. Из кирпича выкладывались лицевые стенки, которые заполнялись белым камнем. Самые высокие стены были возведены вдоль Красной площади, где отсутствовала естественная водная преграда.
Всходы на стены имели Спасская, Набатная, Константино-Еленинская, Троицкая, Боровицкая, Благовещенская и Петровская башни. Изначально внутри стены через все башни имелся сквозной проход, перекрытый цилиндрическими сводами. Большая часть прохода была со временем засыпана строительным мусором, сохранился участок между Константино-Еленинской и Набатной башнями. Существовали также тайники и проходы под стенами, в ряде случаев выходившие далеко за линию укреплений.
В начале XVIII века Неглинная была отведена дальше от стен. В ожидании нашествия шведов для установки новых пушек на башнях были растёсаны бойницы, построены бастионы вокруг кремлёвской стены. Тогда же сгорели изначально существовавшие тёсовые кровли стен. В 1702—1736 годах для постройки Арсенала была разобрана часть стены, позднее восстановленная. В 1771—1773 годах для строительства Кремлёвского дворца по проекту В. И. Баженова была разобрана также часть южной стены между 2-й Безымянной и Благовещенской башнями, которая после отмены постройки дворца в начале 1780-х была восстановлена вместе с Тайницкой и 1-й Безымянной башнями. В 1802—1807 годах были капитально отремонтированы башни (Водовзводная заново построена), почти все отводные стрельницы были разобраны. Война 1812 года нанесла стенам тяжёлый урон, особенно пострадали Водовзводная, 1-я Безымянная и Петровская башни, также пострадала Никольская башня и стены вдоль Неглинной. Ремонт и восстановление укреплений проводились с 1817 по 1822 годы. В ходе ремонтных работ к внешнему облику Боровицкой и Водовзводной башен были добавлены псевдоготические детали декора.
В 1866—1870 годах была проведена реставрация стен и башен Кремля архитекторами Н. А. Шохиным, П. А. Герасимовым, Ф. Ф. Рихтером, которые стремились придать постройкам их первоначальный вид. В процессе реставрации с Боровицкой башни исчезли псевдоготические декоративные детали, однако многие элементы подлинных деталей стен и башен Кремля были утрачены и заменены неточными копиями. Ущерб башням и стенам был нанесён в ходе переделок второй половины XIX века в ходе приспособления их помещений под хозяйственные нужды.
В 1911—1912 годах проводилась серьёзная реставрация Спасской башни.
После октябрьских боёв 1917 года пострадавшие Никольская и Беклемишевская башни были отремонтированы в 1918 году. Обследование и частичная реставрация стен проводилась в 1931—1936 годах. В 1935—1937 годах на пяти башнях были установлены рубиновые пятиконечные звёзды. Следующая реставрация стен и башен Кремля проводилась в 1946—1953 годах, в ходе которой были очищены и отремонтированы прясла стен, восстановлены бойницы и парапеты, раскрыты детали на ряде башен, верхи Спасской, Троицкой и Никольской башен обиты листовой медью. В состав реставрационной комиссии входили видные учёные и реставраторы: И. Э. Грабарь, В. Н. Лазарев, М. В. Алпатов, П. Д. Корин, Д. П. Сухов и другие.
См. более подробную информацию о башнях Московского Кремля:
- Водовзводная башня
- Боровицкая башня
- Оружейная башня
- Комендантская башня
- Троицкая башня
- Кутафья башня
- Средняя Арсенальная башня
- Угловая Арсенальная башня
- Никольская башня
- Сенатская башня
- Спасская башня
- Царская башня
- Набатная башня
- Константино-Еленинская башня
- Беклемишевская башня
- Петровская башня
- Вторая Безымянная башня
- Первая Безымянная башня
- Тайницкая
- Благовещенская башня

### Соборы
- Успенский собор
- Благовещенский собор
- Архангельский собор
- Колокольня Ивана Великого
- Храм Положения ризы Божией Матери во Влахерне
- Патриарший дворец и собор Двенадцати Апостолов
- Верхоспасский собор
- Церковь Рождества Богородицы на Сенях

### Дворцовые постройки
- Большой Кремлёвский дворец
- Грановитая палата
- Золотая царицына палата
- Потешный дворец
- Теремной дворец

### Другие здания
- Арсенал (Цейхгауз)
- Государственный Кремлёвский дворец (Дворец Съездов)
- Сенатский дворец
- Оружейная палата

### Площади и сады
- Ивановская площадь
- Сенатская площадь
- Дворцовая площадь
- Красная площадь
- Соборная площадь
- Тайницкий сад

### Памятники
- Царь-пушка
- Царь-колокол
- Памятник великому князю Сергею Александровичу

### Фотогалерея

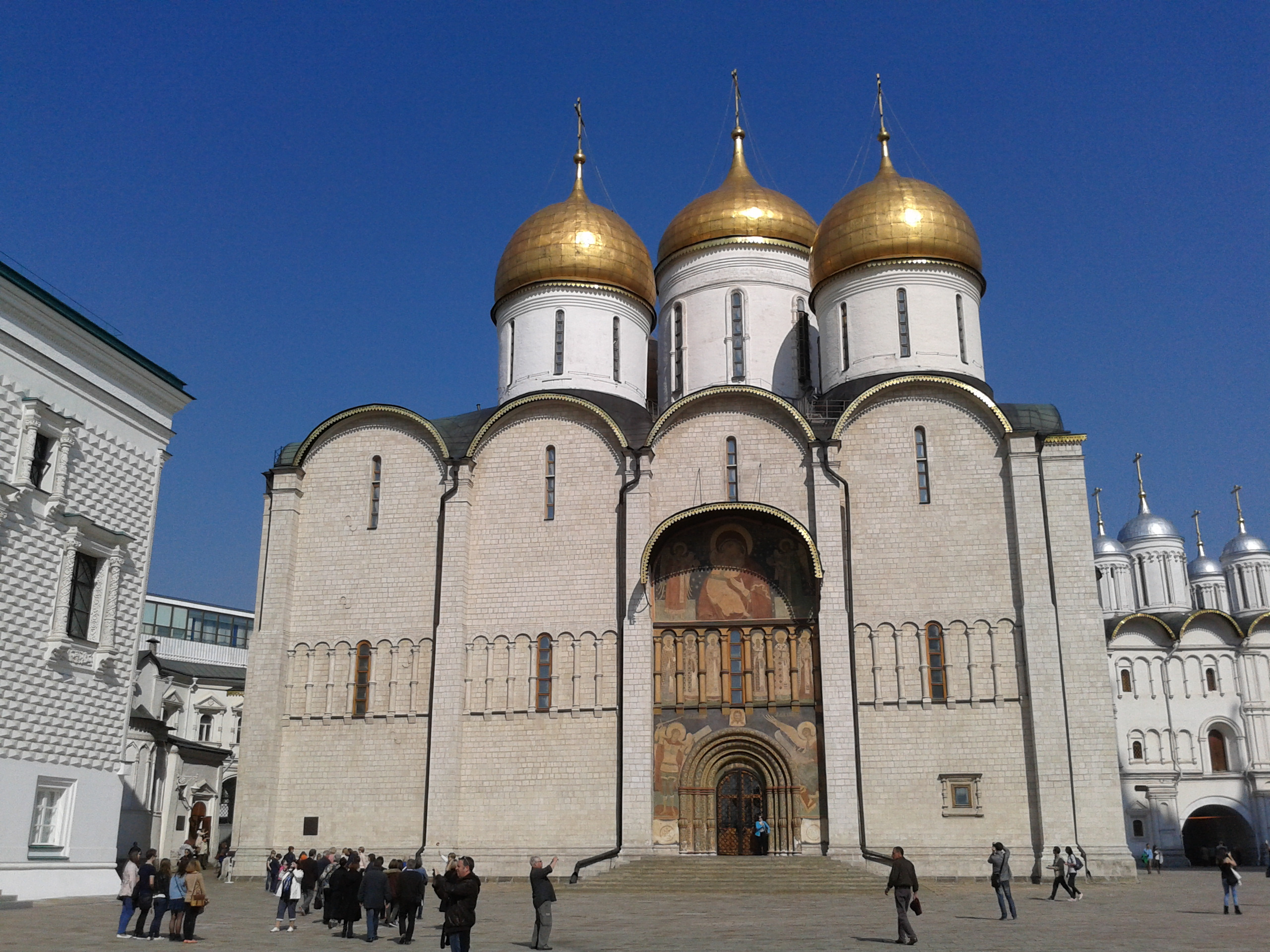
Успенский собор
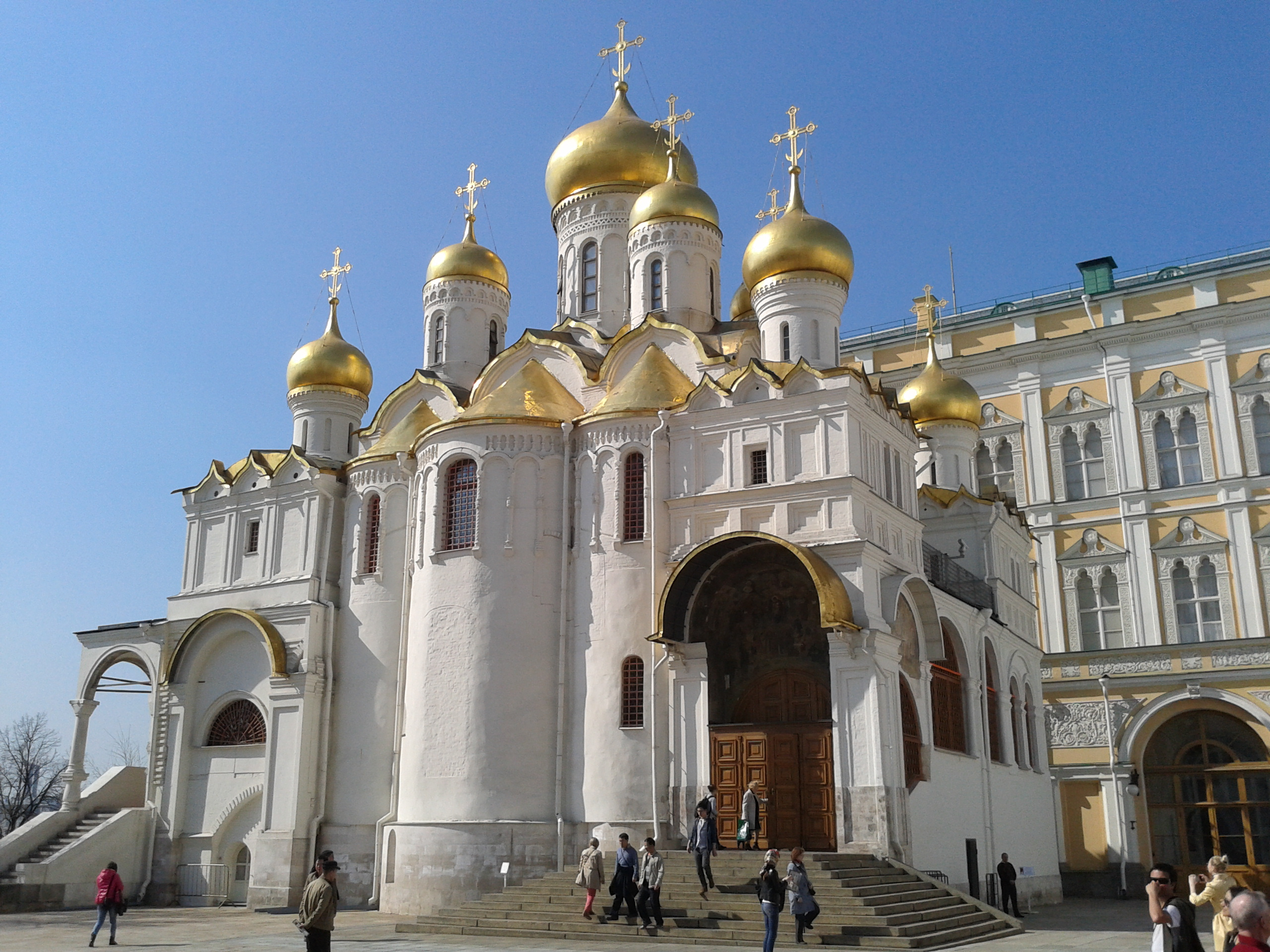
Благовещенский собор
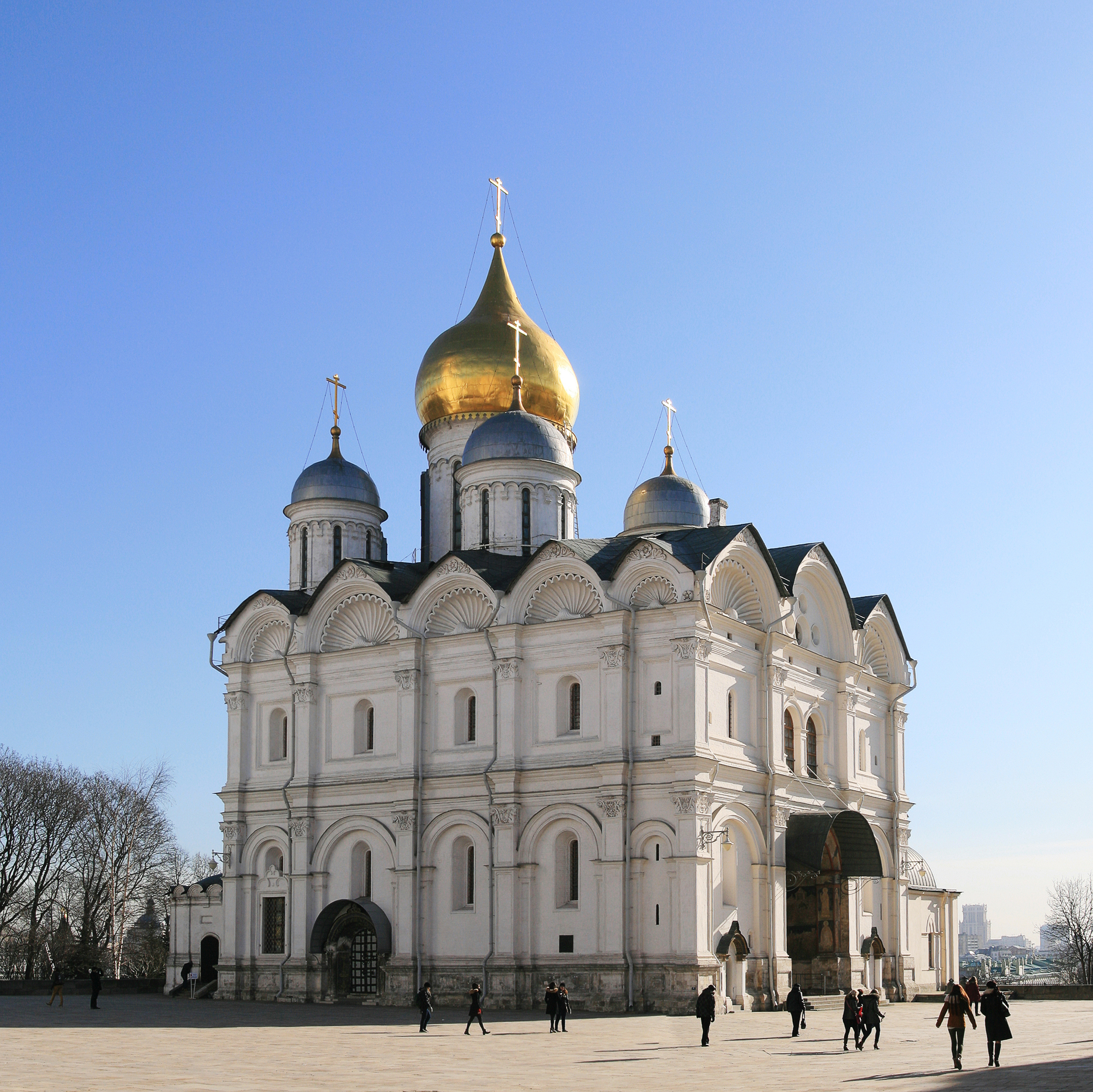
Архангельский собор
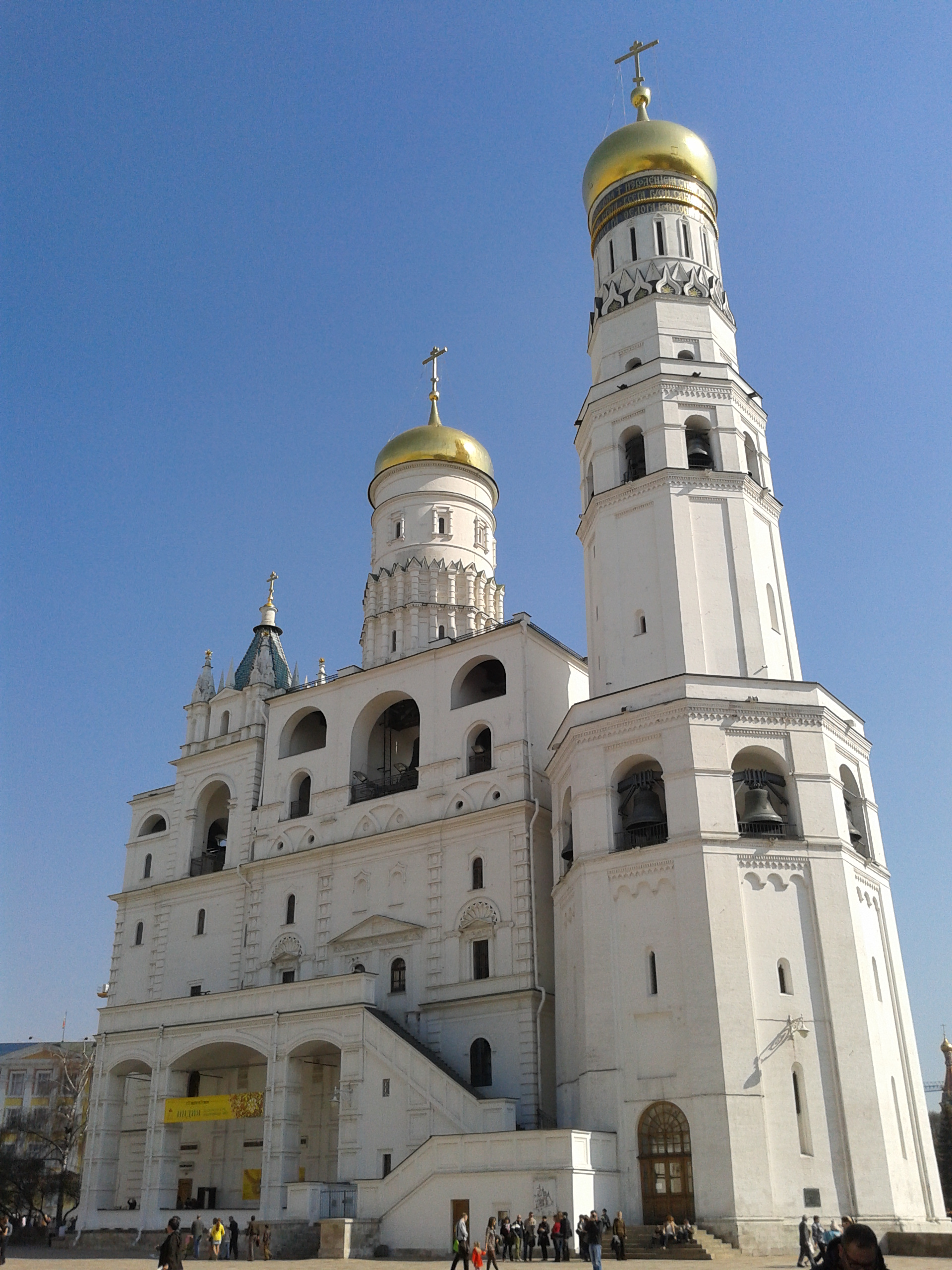
Колокольня Ивана Великого и Успенская звонница
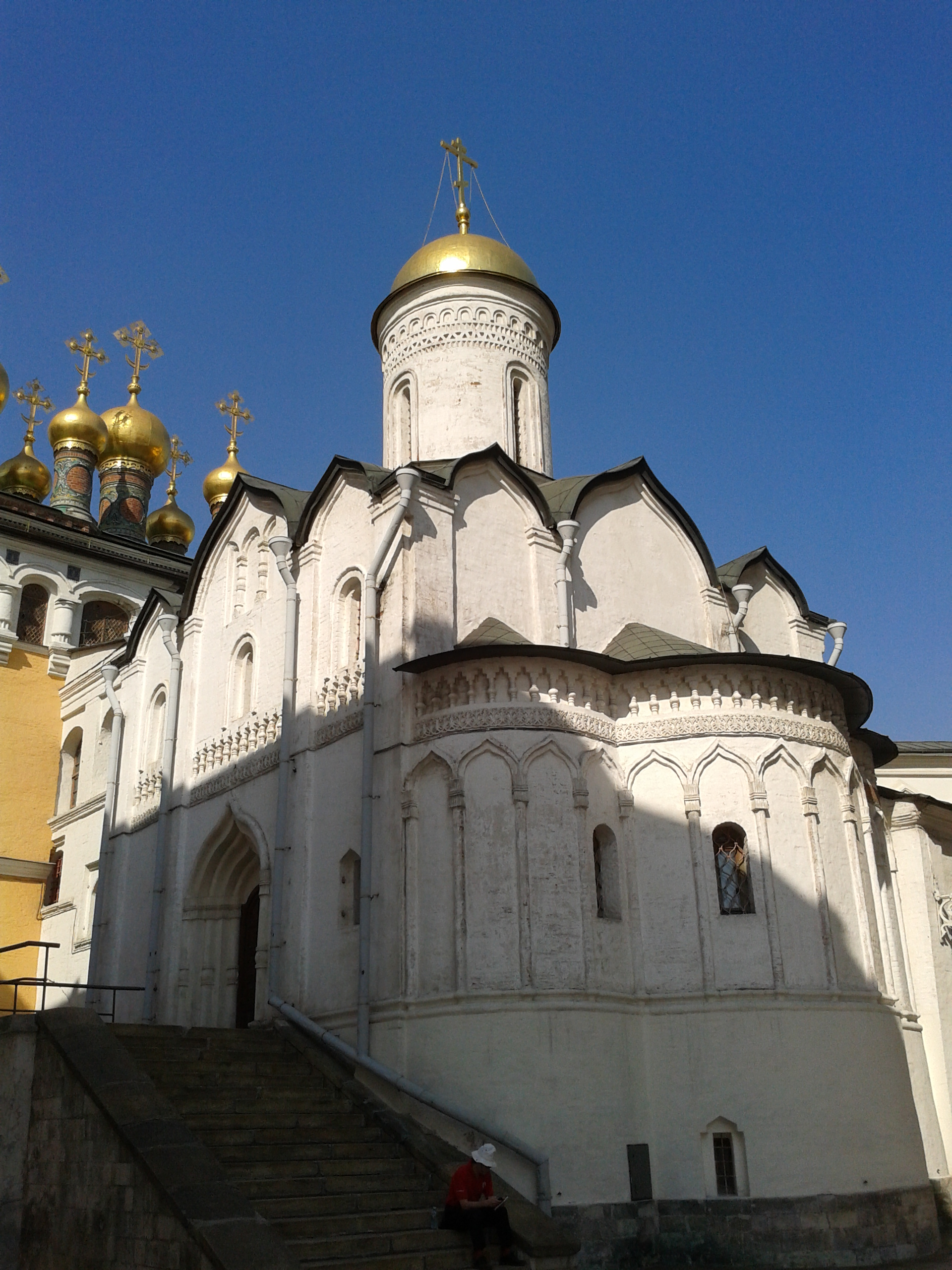
Церковь Ризоположения
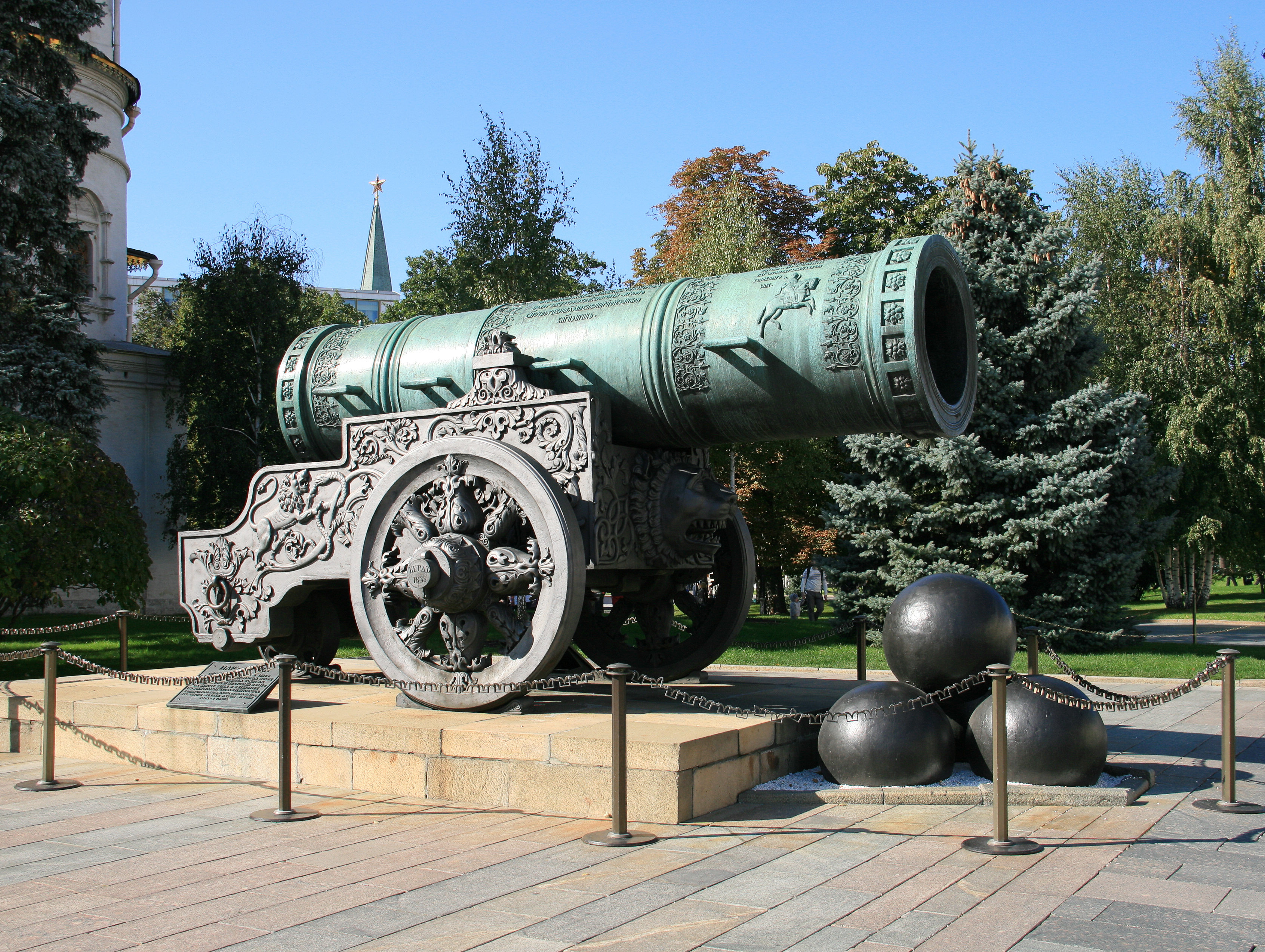
Царь-пушка
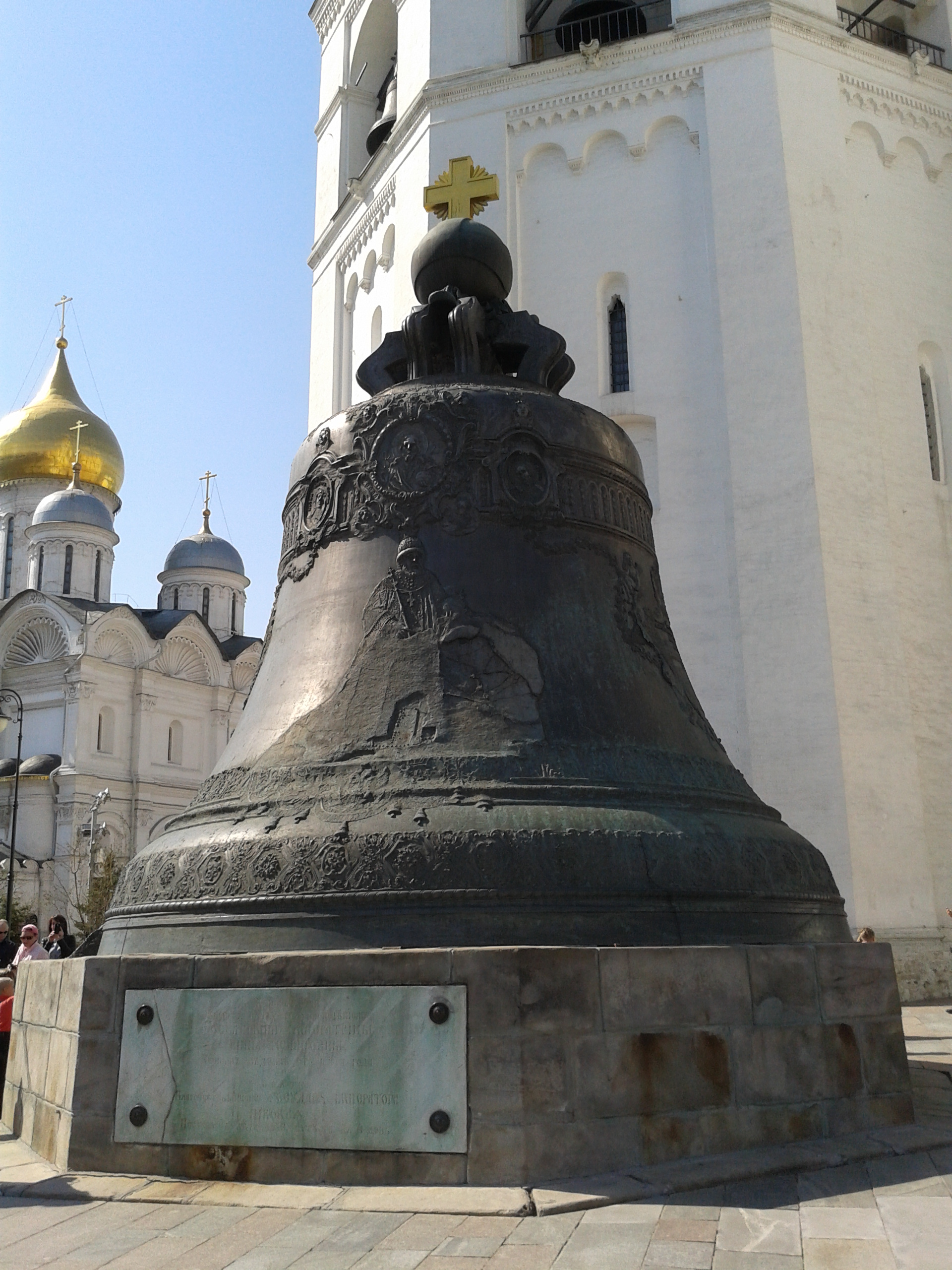
Царь-колокол
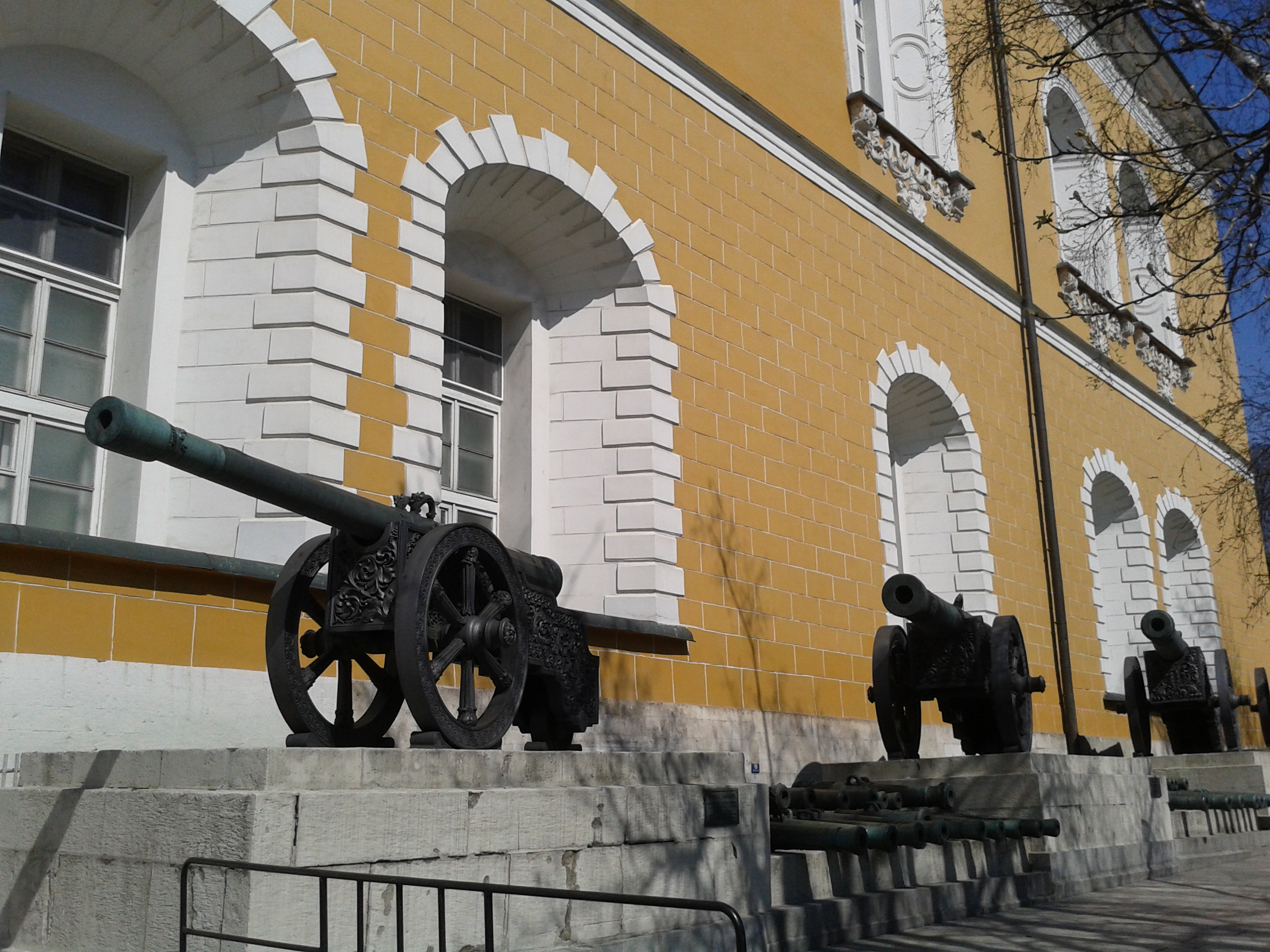
Здание Арсенала и старинные орудия
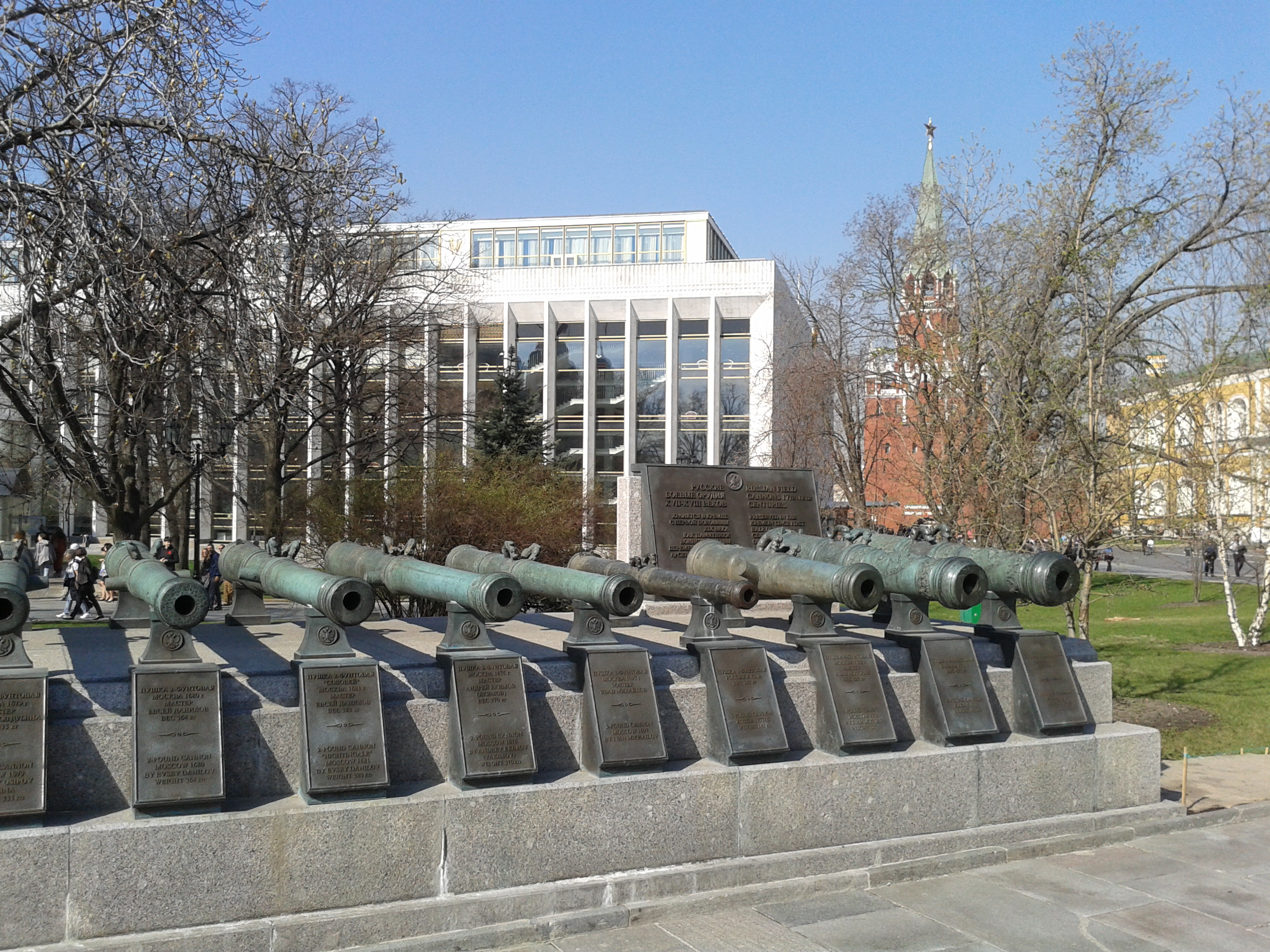
Старинные пушки
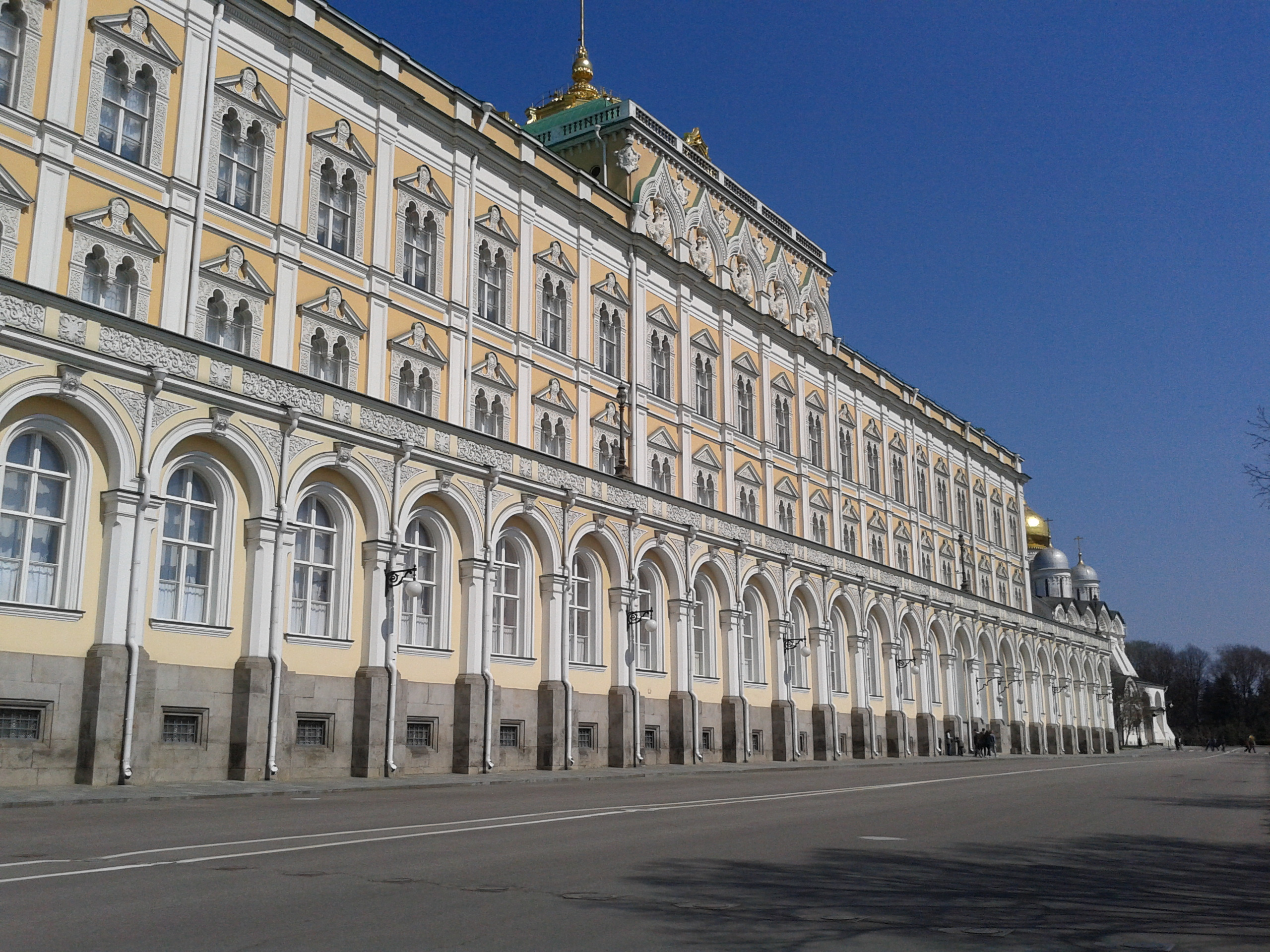
Большой Кремлёвский дворец
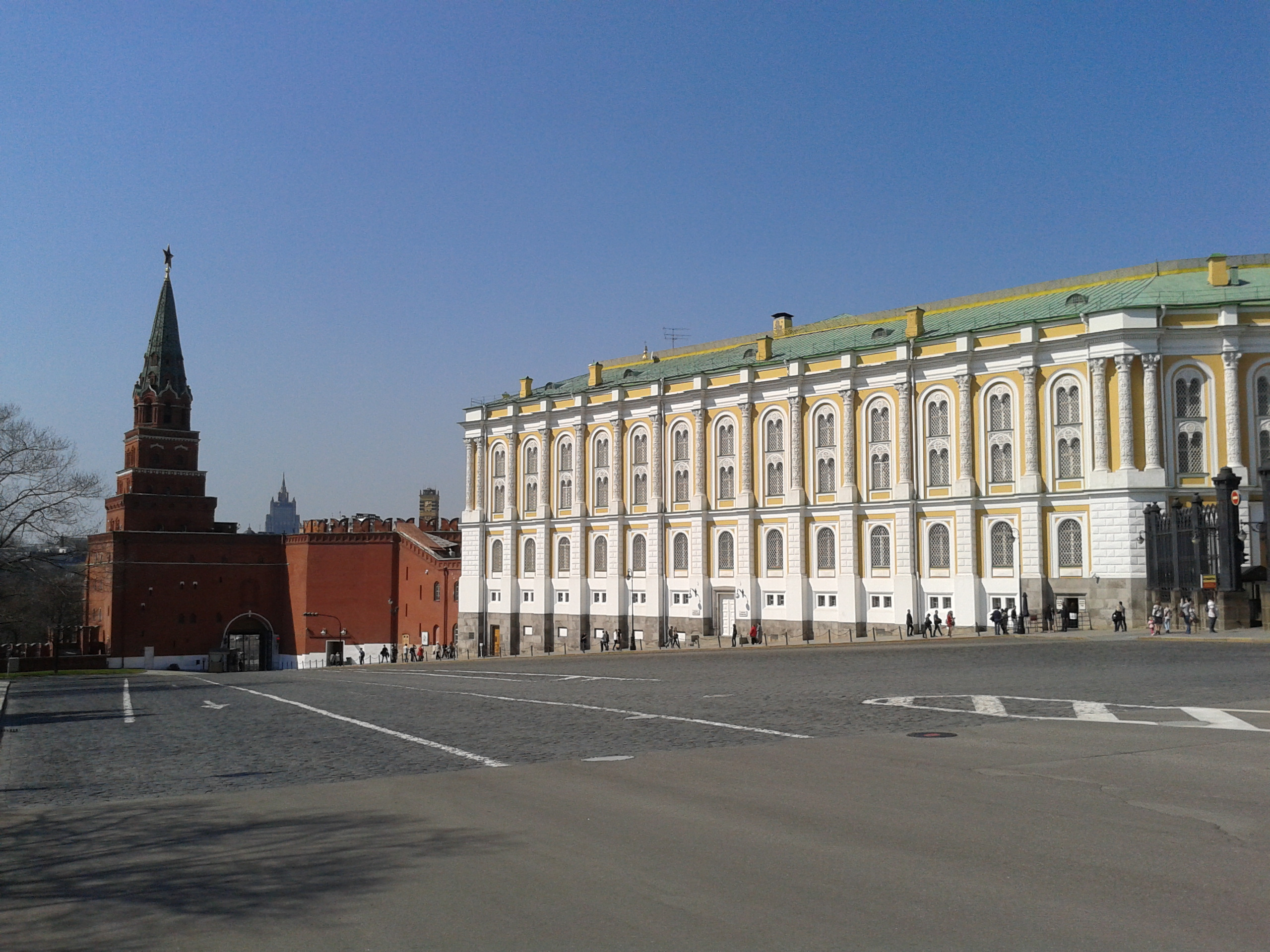
Оружейная палата
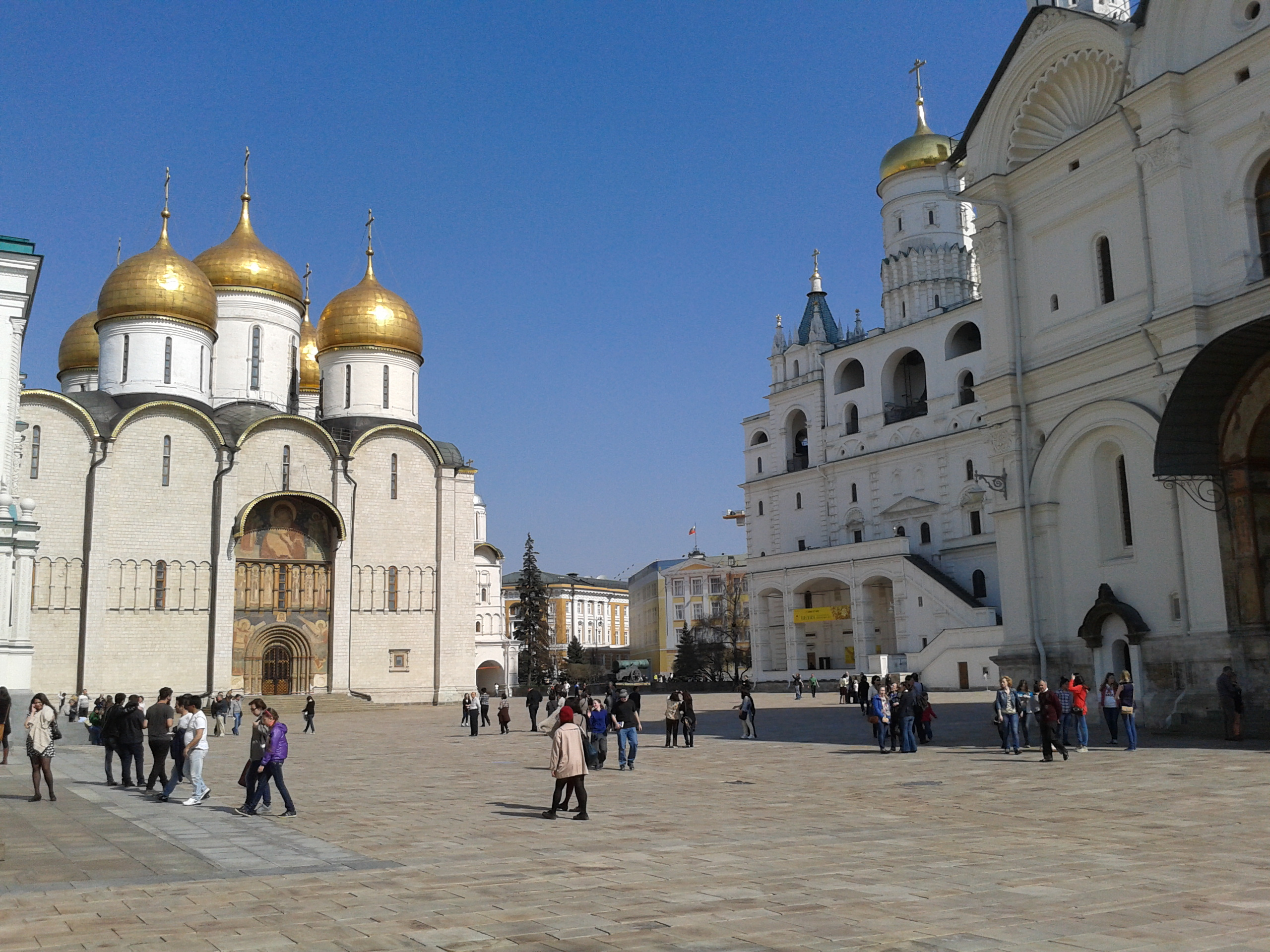
Соборная площадь
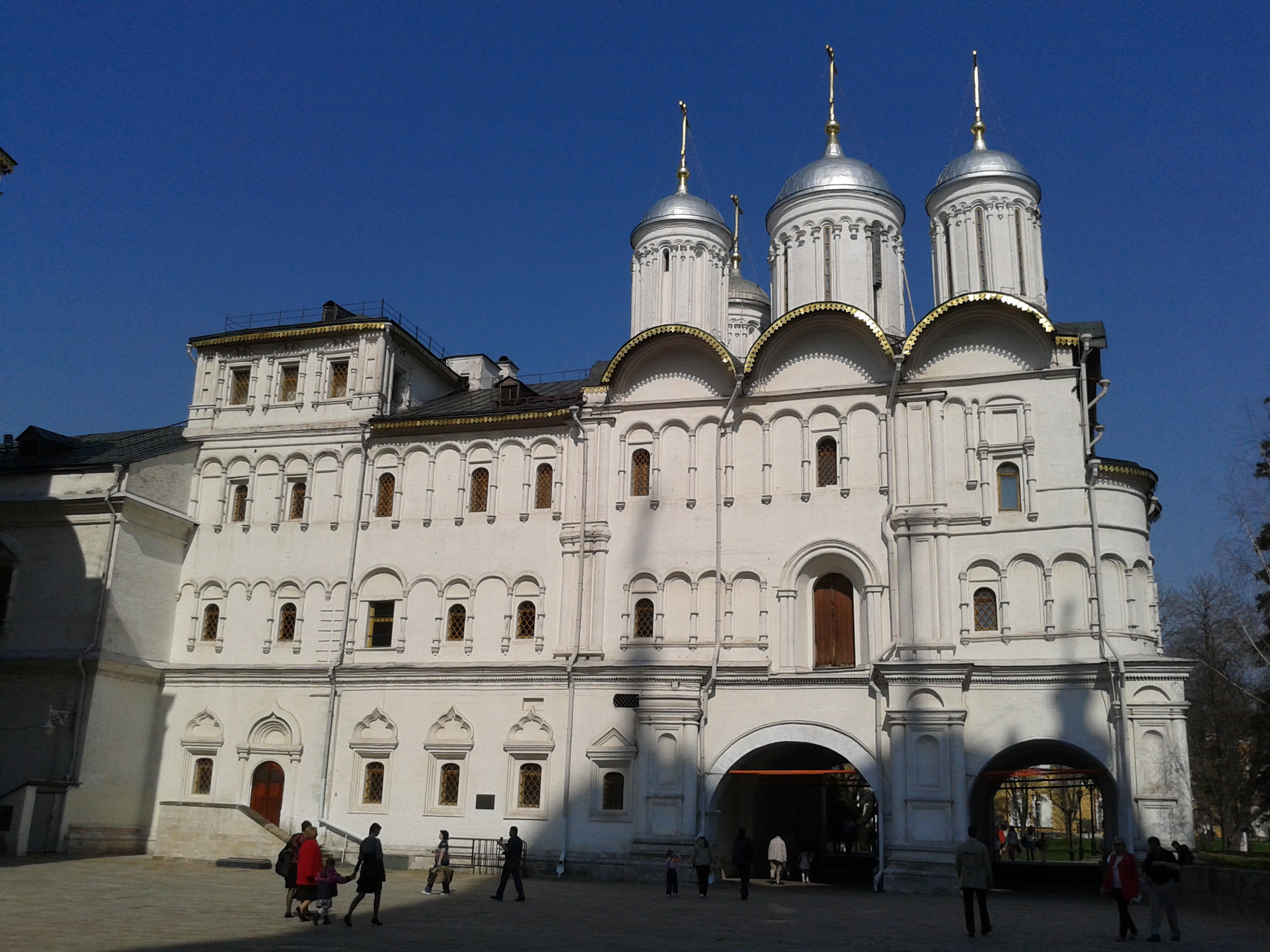
Патриарший дворец с церковью Двенадцати апостолов
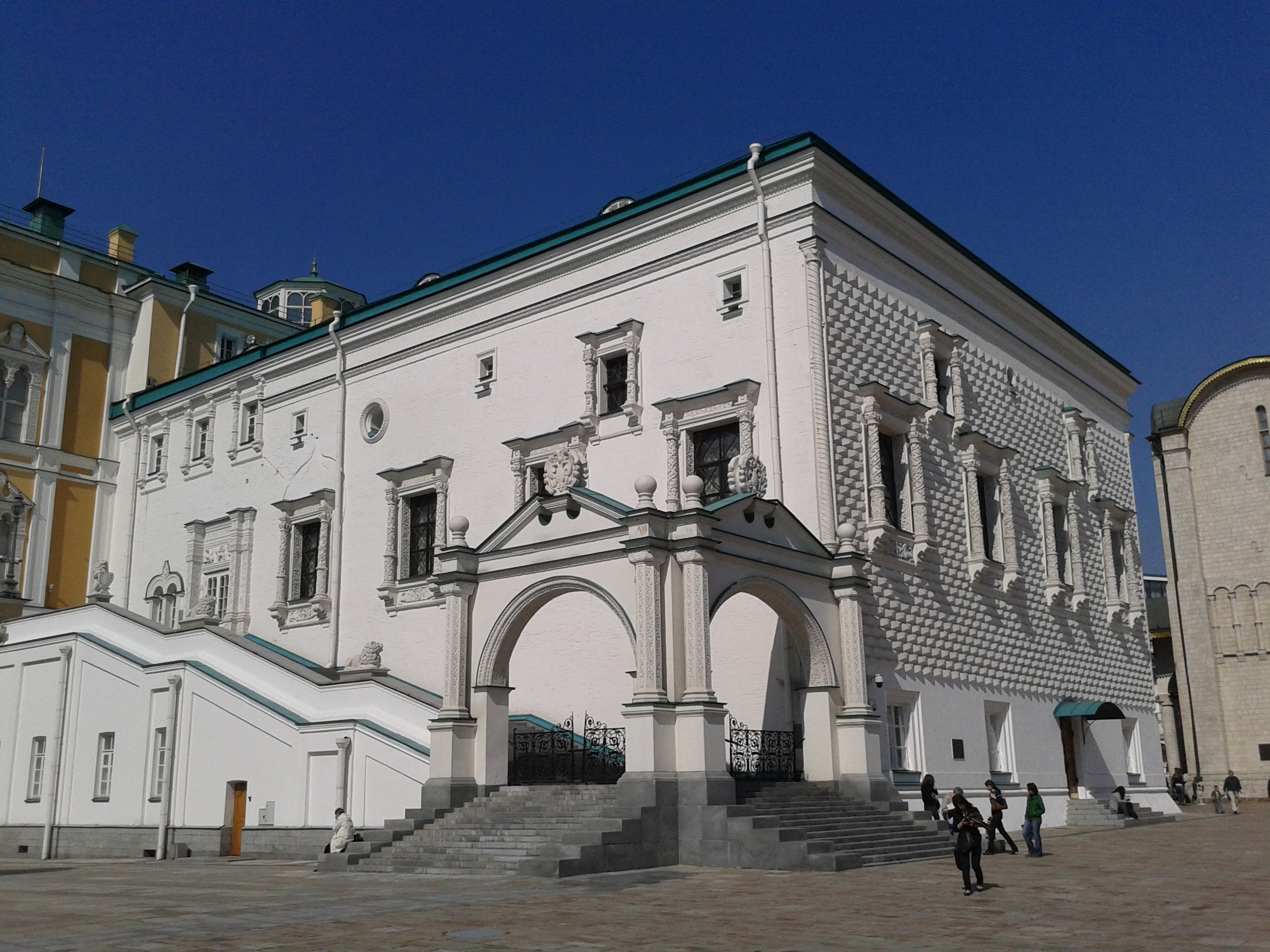
Грановитая палата
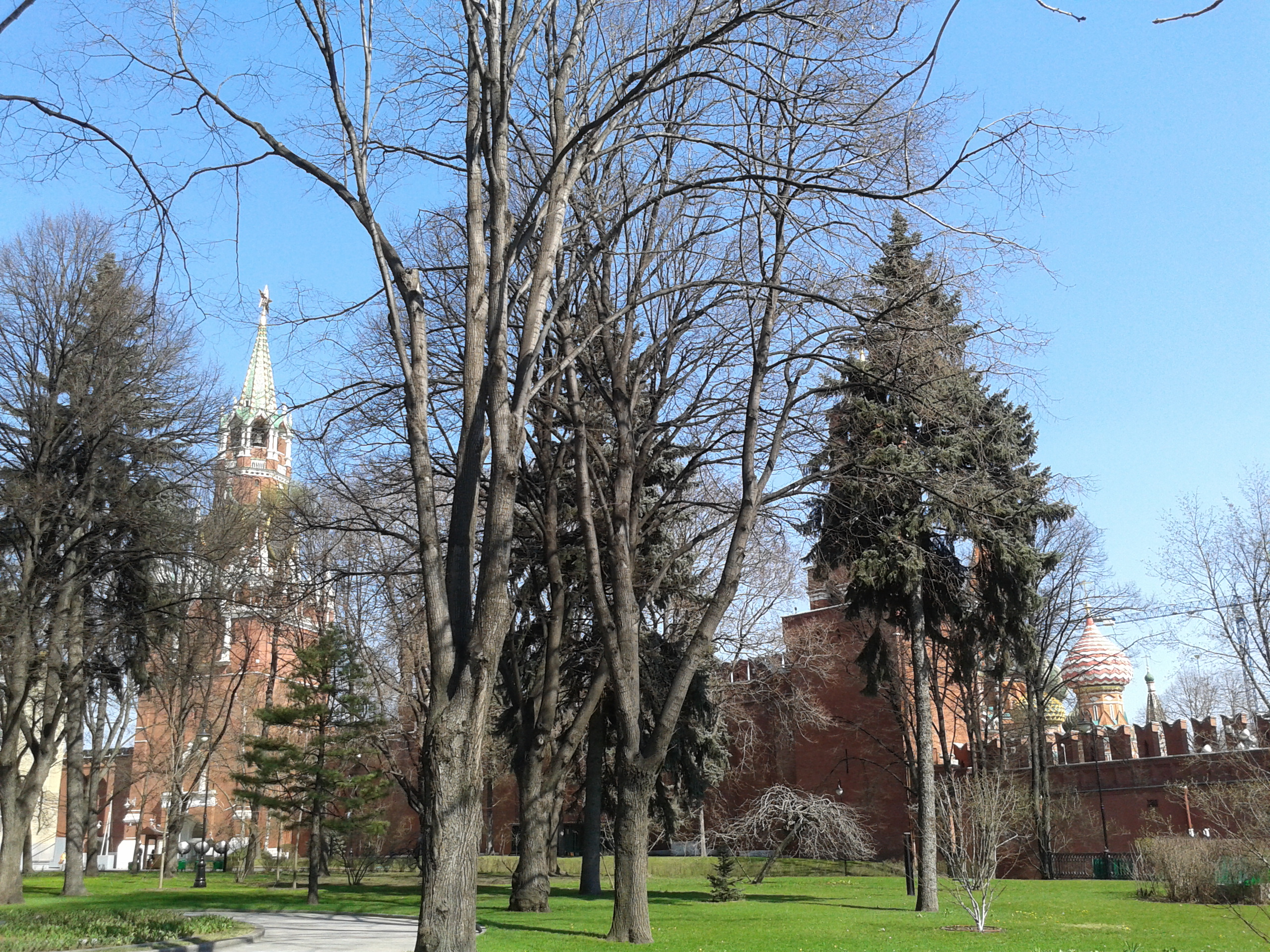
Тайницкий сад
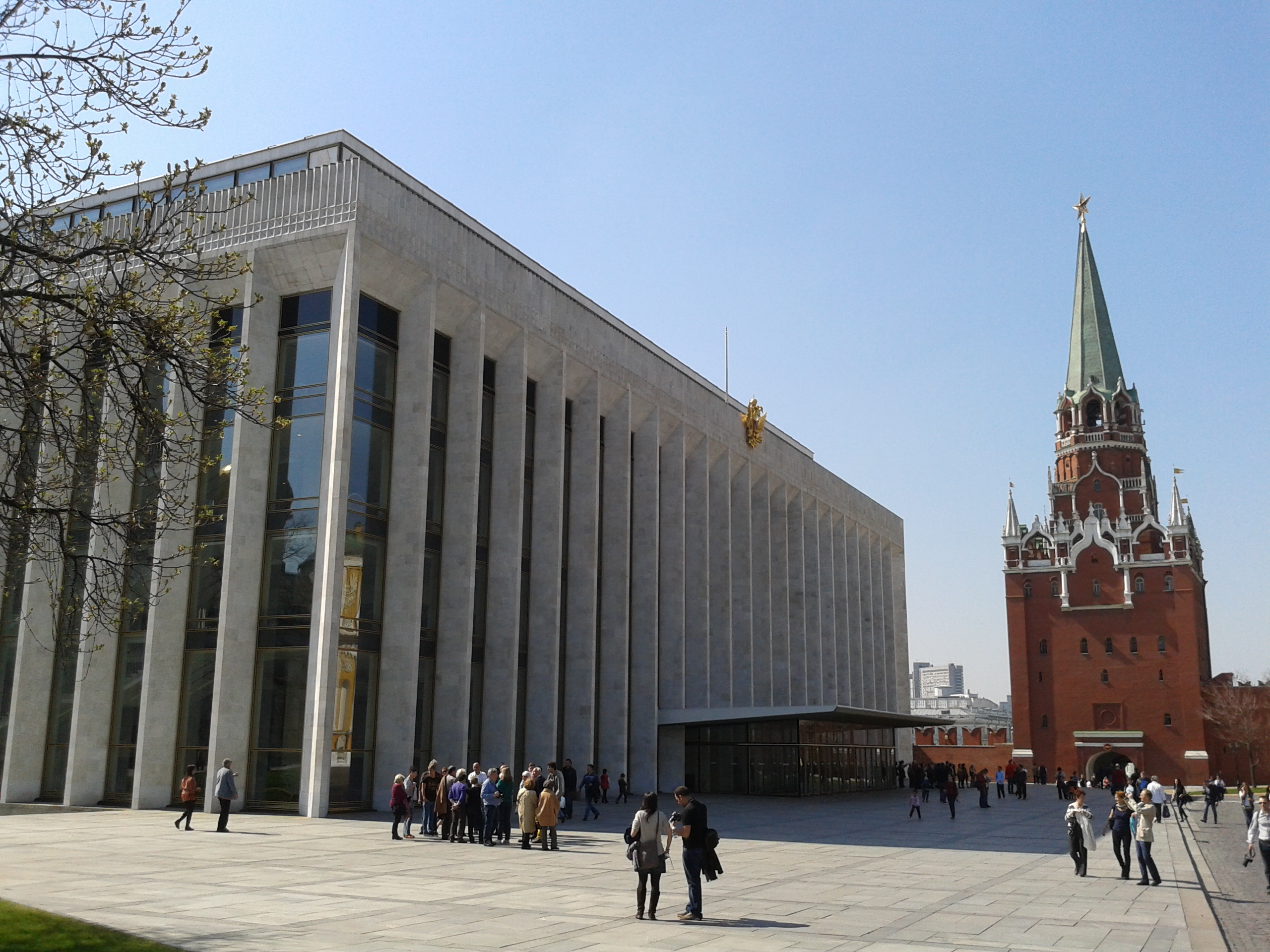
Государственный Кремлёвский дворец
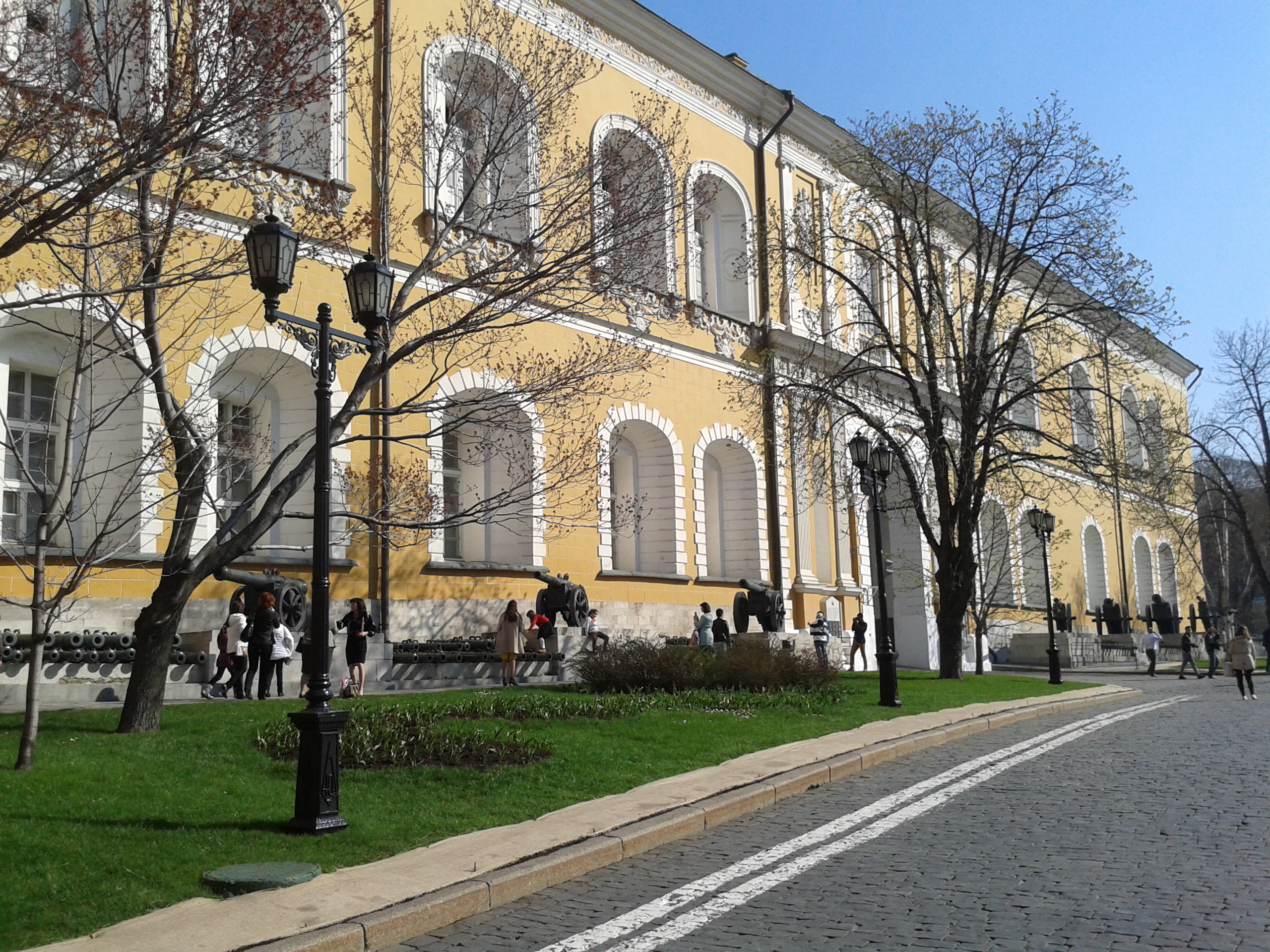
Здание Арсенала
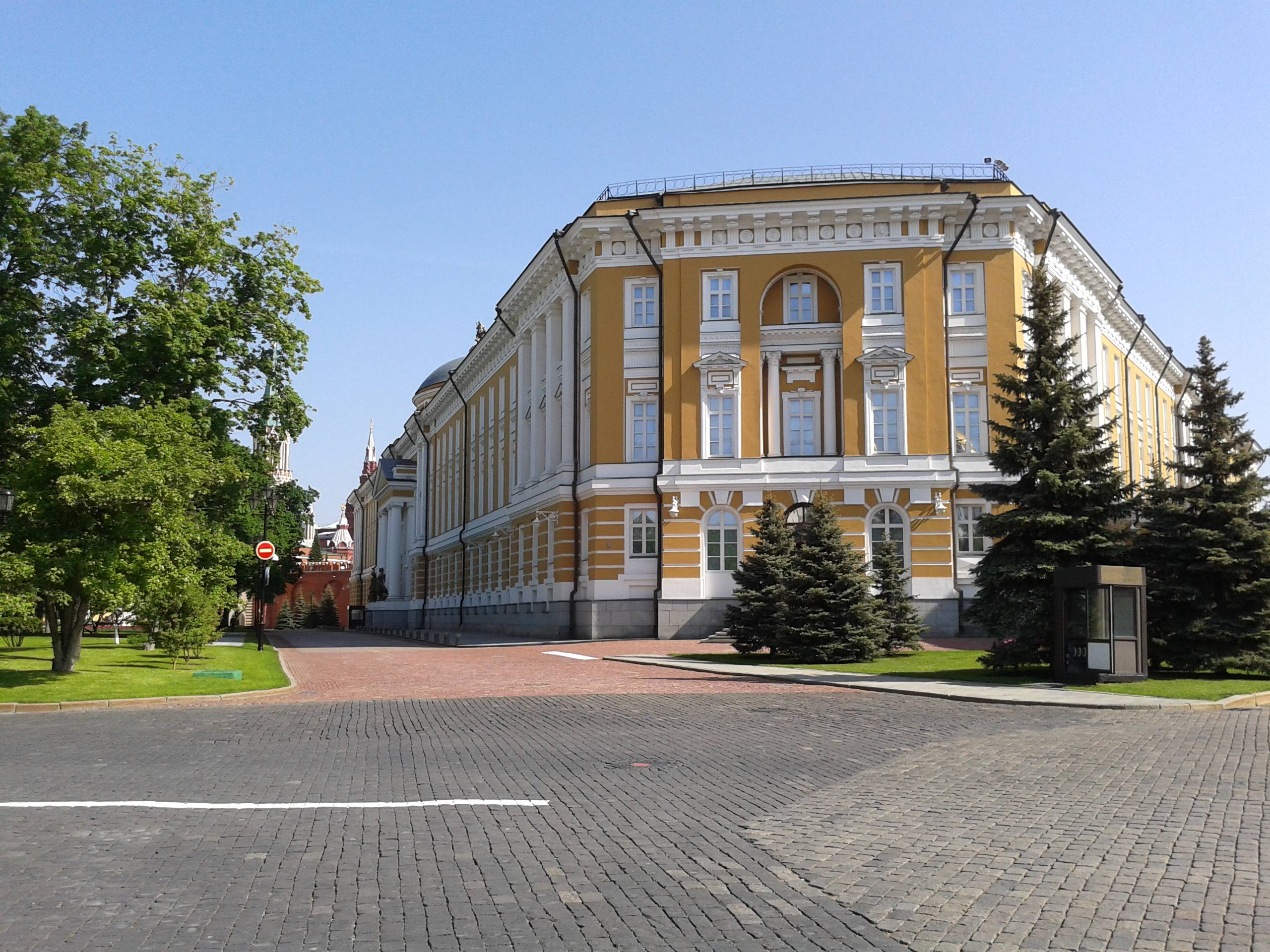
Сенатский дворец
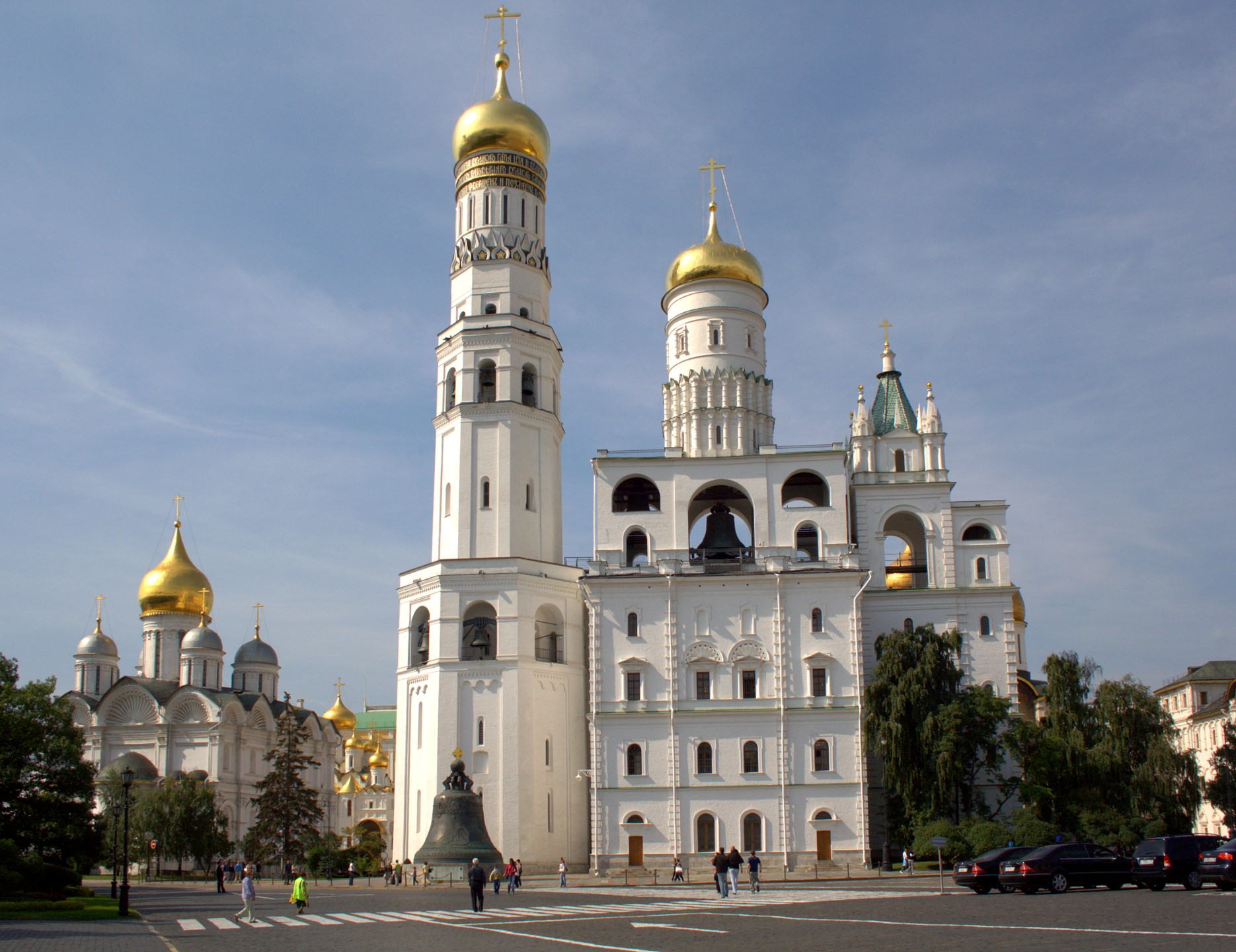
Вид с Ивановской площади
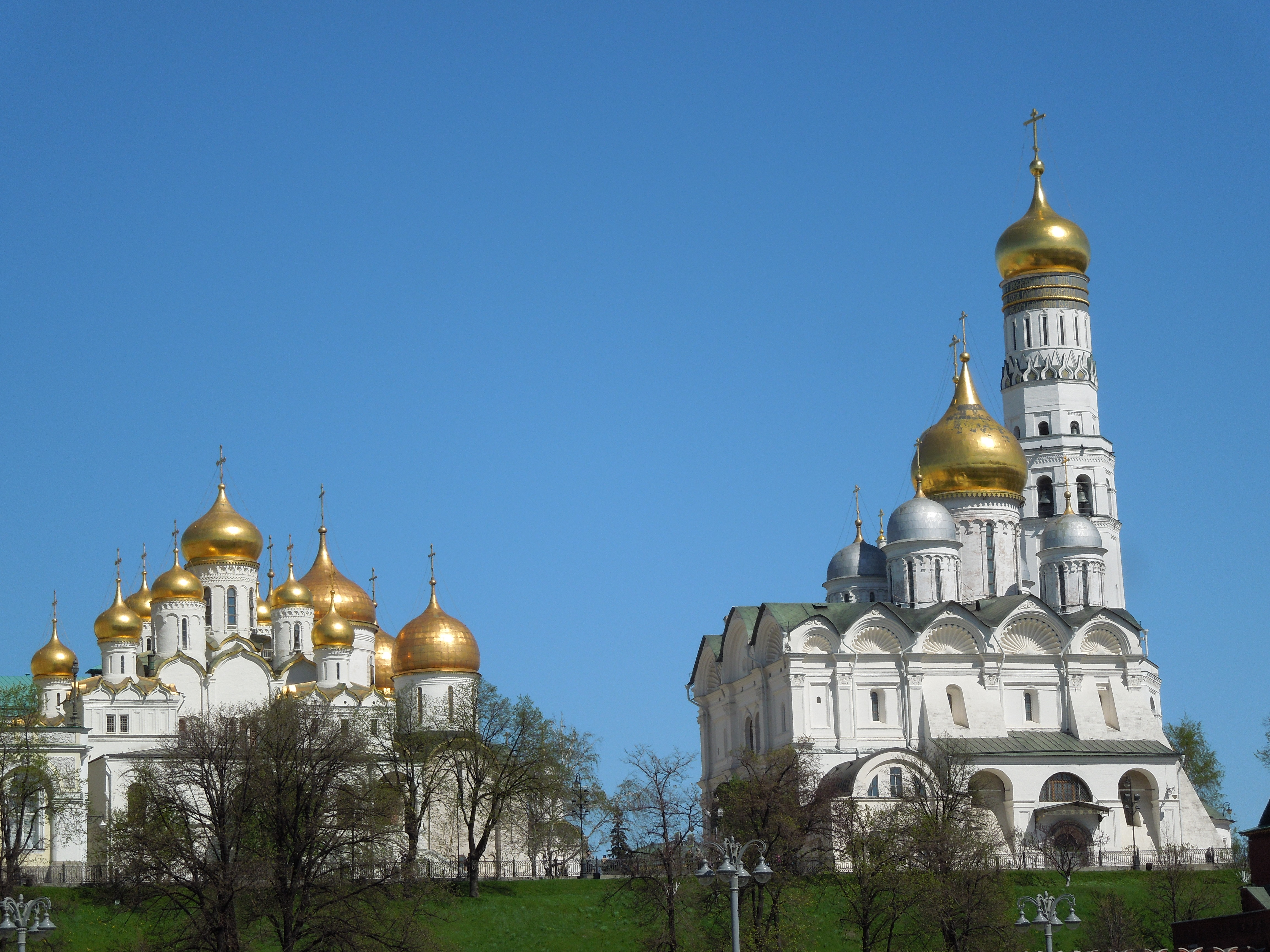
Кремлёвские соборы, вид с юга
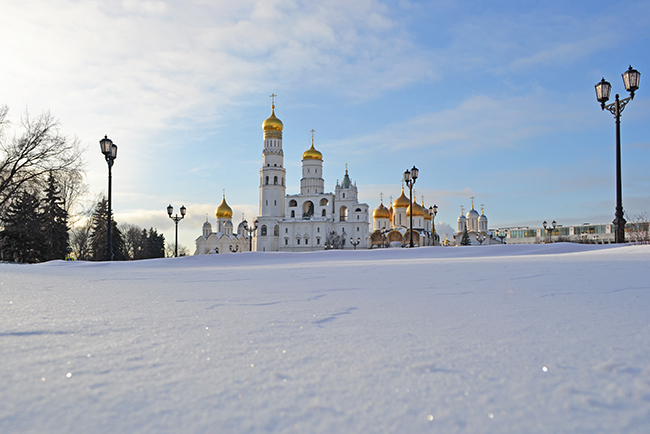
Вид на соборы со стороны разрушенного Вознесенского монастыря
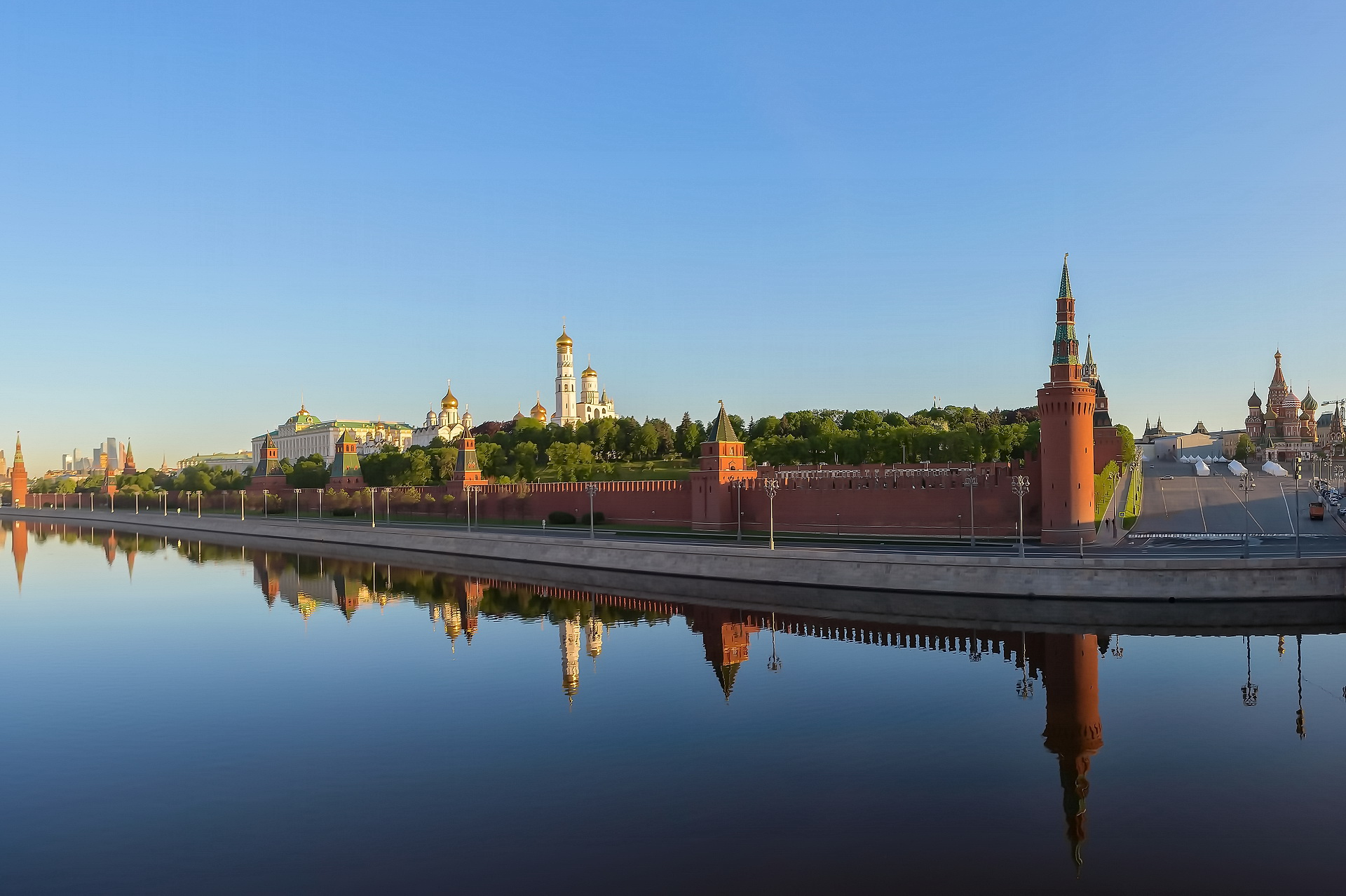
Московский Кремль на рассвете
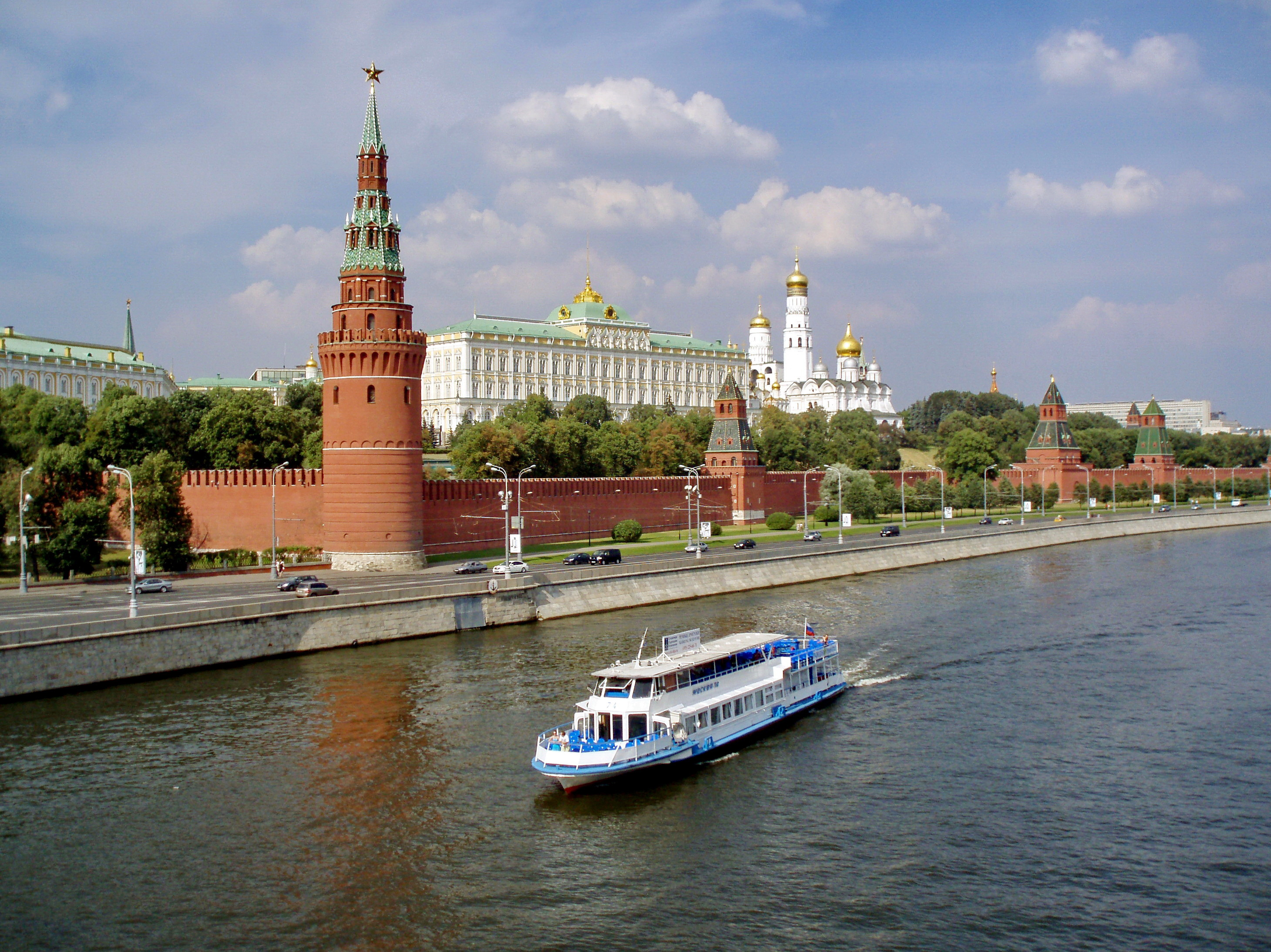
Московский Кремль с реки
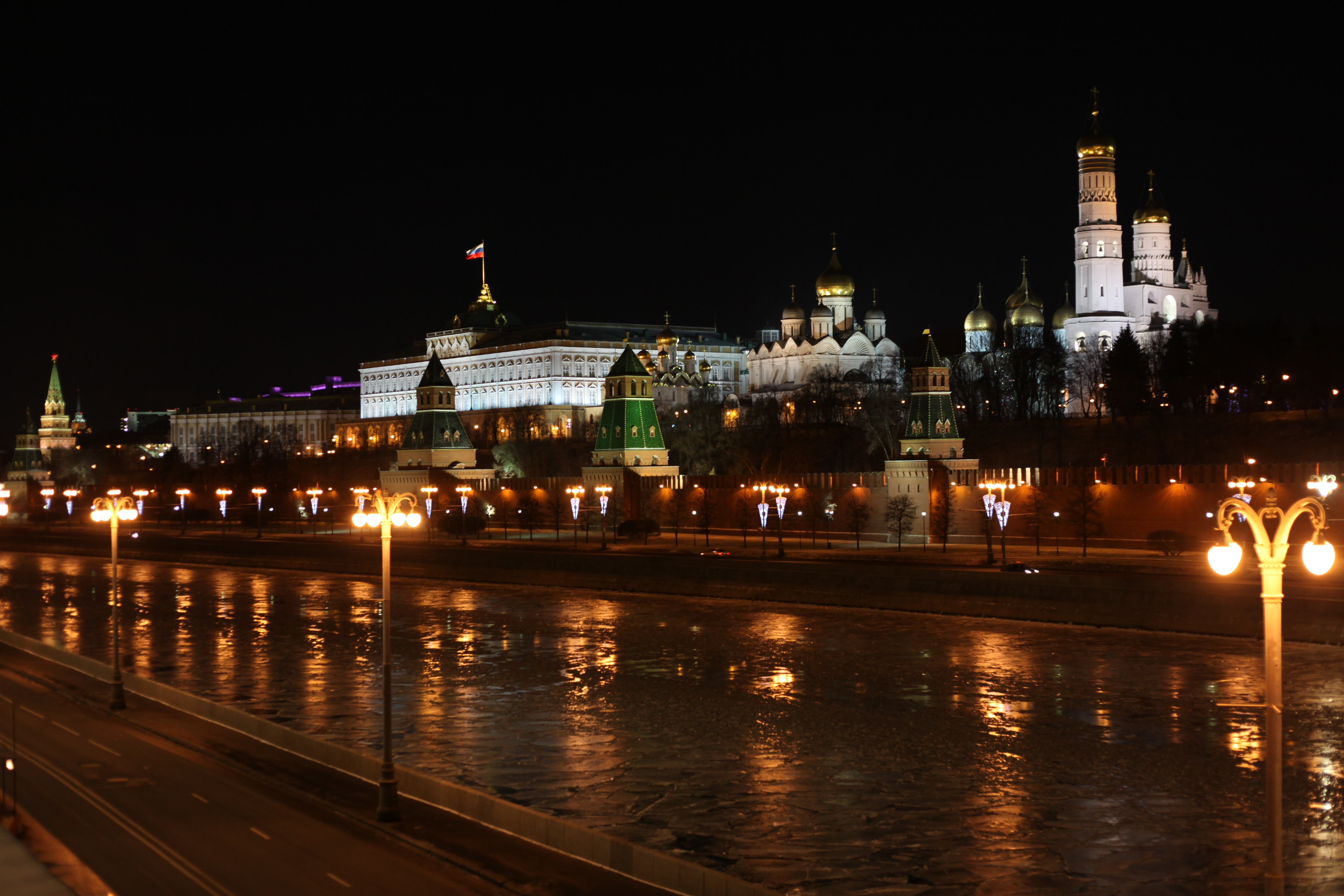
Ночной Кремль

### Утраченные сооружения
- Афанасьевский монастырь
- Вознесенский монастырь
- Чудов монастырь
- Кремлёвское Кирилловское подворье[69]
- Кремлёвское Крутицкое подворье[69]
- Собор Спаса на Бору
- Церковь Благовещения на Житном дворе
- Церковь Николая Чудотворца Гостунского
- Церковь Константина и Елены
- Дворец царицы Натальи Кирилловны
- Дворец царевен
- Дворец царицы Марфы Матвеевны
- Запасной дворец
- Малый Николаевский дворец
- Цареборисов двор
- Гербовые ворота
- Львиные ворота
- Памятник Александру II
- Корпус Приказов
- 14-й корпус Кремля

## Действующие организации
На территории Московского Кремля действуют следующие организации:
- официальный рабочий кабинет президента Российской Федерации (находится в Сенатском дворце);
- музей-заповедник «Московский Кремль»;
- Большой кремлёвский дворец — место проведения официальных церемоний (вручение государственных наград, верительных грамот и др.) с участием президента Российской Федерации;
- Государственный кремлёвский дворец (бывший Дворец съездов) — место проведения различных мероприятий;
- Русская православная церковь (использует Архангельский, Благовещенский и Успенский соборы и Церковь Ризоположения);
- комбинат питания «Кремлёвский» (обеспечивает проведение государственных приёмов, протокольных мероприятий и торжеств на территории Московского Кремля).

За обеспечение безопасности в Московском Кремле, а также за поддержание зданий и сооружений Кремля в надлежащем виде отвечает Служба коменданта Московского Кремля, входящая в состав Федеральной службы охраны.

## В филателии

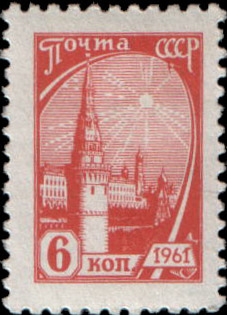
Почтовая марка СССР десятого стандартного выпуска (красно-оранжевая), 1961, ЦФА № 2514
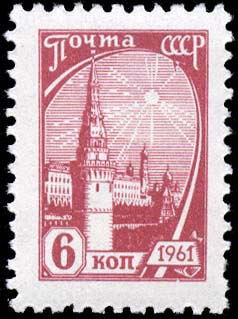
Почтовая марка СССР десятого стандартного выпуска (вишнёвая), 1961, ЦФА № 2515
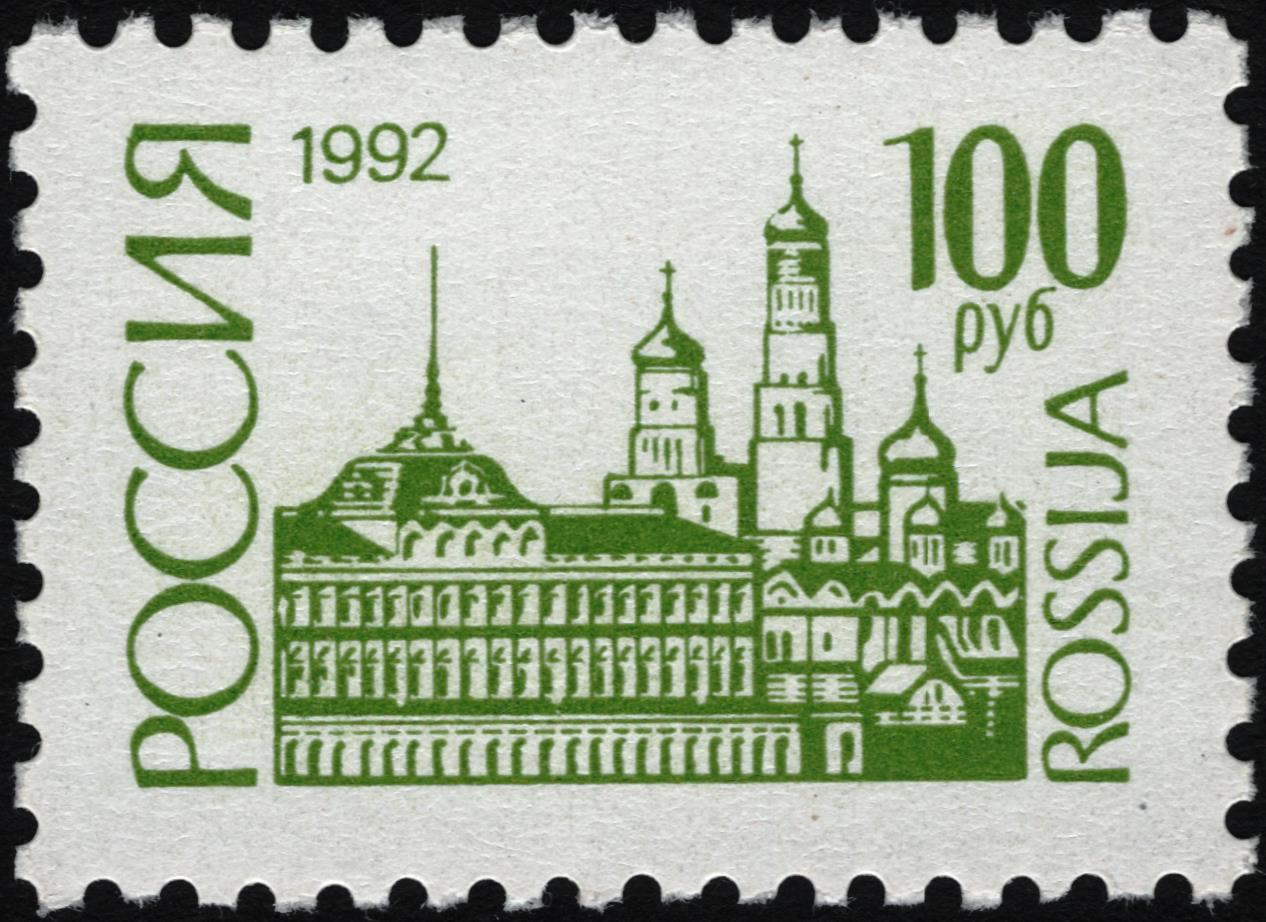
Первый выпуск стандартных почтовых марок Российской Федерации. Московский Кремль
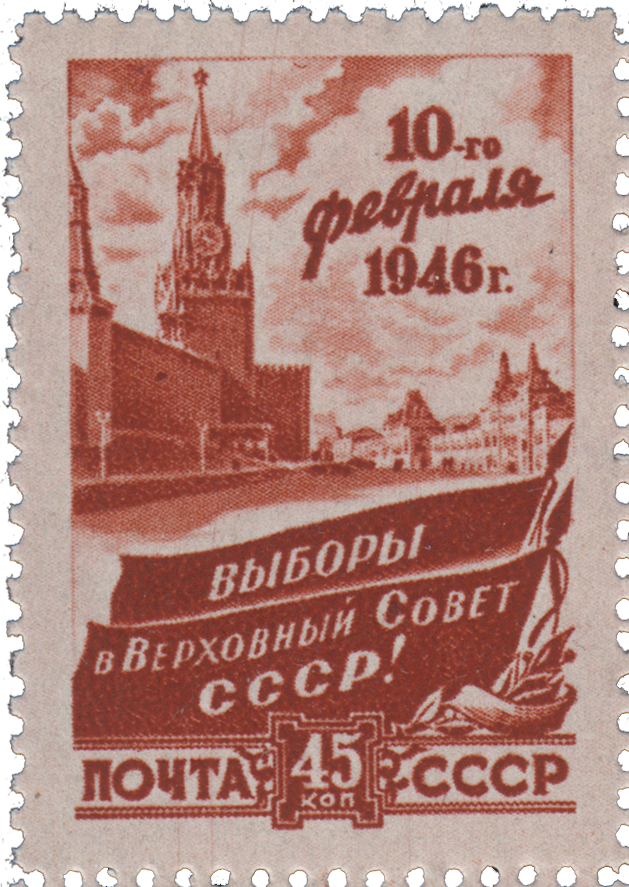
Почтовая марка, 1946 год. Серия «Выборы в Верховный Совет СССР»
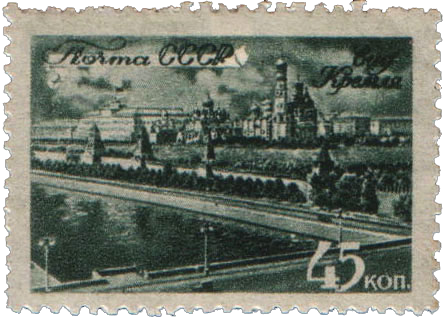
Почтовая марка, 1946 год. Серия «Виды Москвы»: Вид Кремля
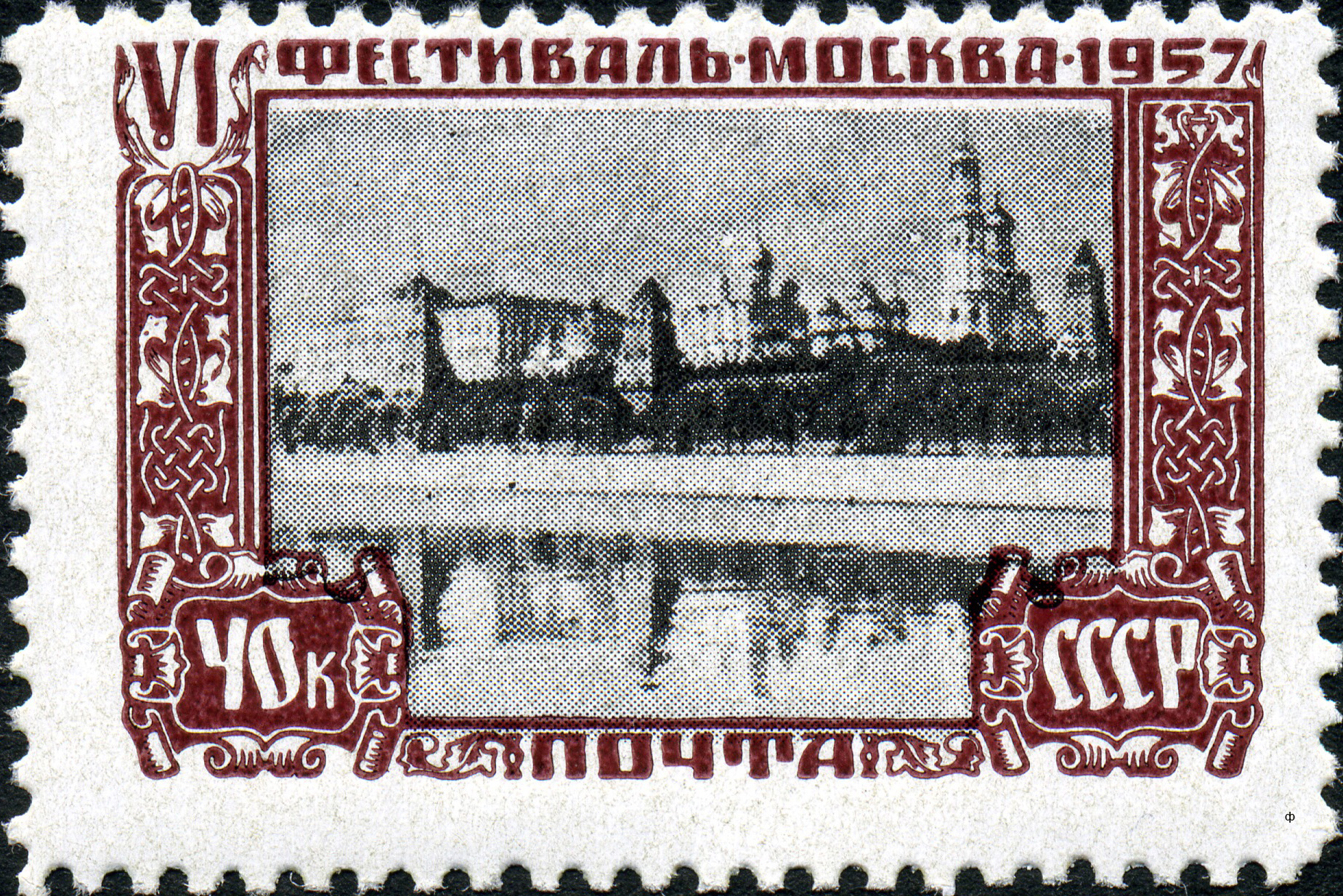
Почтовая марка 1957 года

## Разное

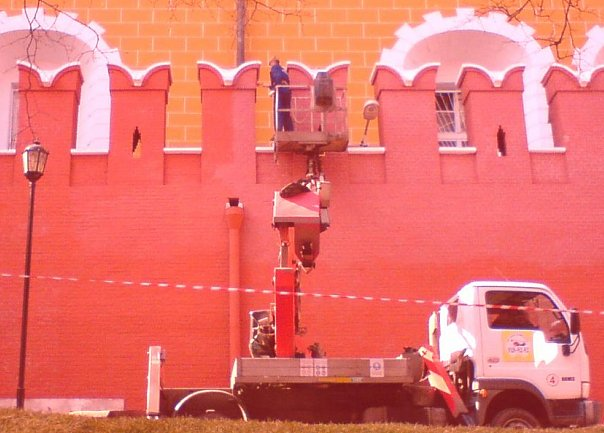
Окрашивание стен кремля в красный цвет (2010 год)

- Московский Кремль — самая крупная сохранившаяся и действующая до наших дней крепость на территории Европы[70].
- Зубцы кремлёвских стен в виде ласточкиного хвоста (мерлоны) имеют тот же вид, что и отличительные зубцы замков итальянских гибеллинов.
- По историческим описаниям и живописным изображениям, с начала 1680-х до начала 1880-х стены Кремля окрашивали в белый цвет[71][неавторитетный источник][72][нет в источнике]. В настоящее время стены Кремля периодически подкрашивают красной матовой краской.
- Во время Великой Отечественной войны в целях маскировки под жилую застройку на стенах Московского Кремля были нарисованы окна, сами стены были частично перекрашены в жёлтый цвет, а на набережную из сада вела «улица», изображённая широким брезентовым полотном, перекинутым через стену.